# Musikviertel (Leipzig)

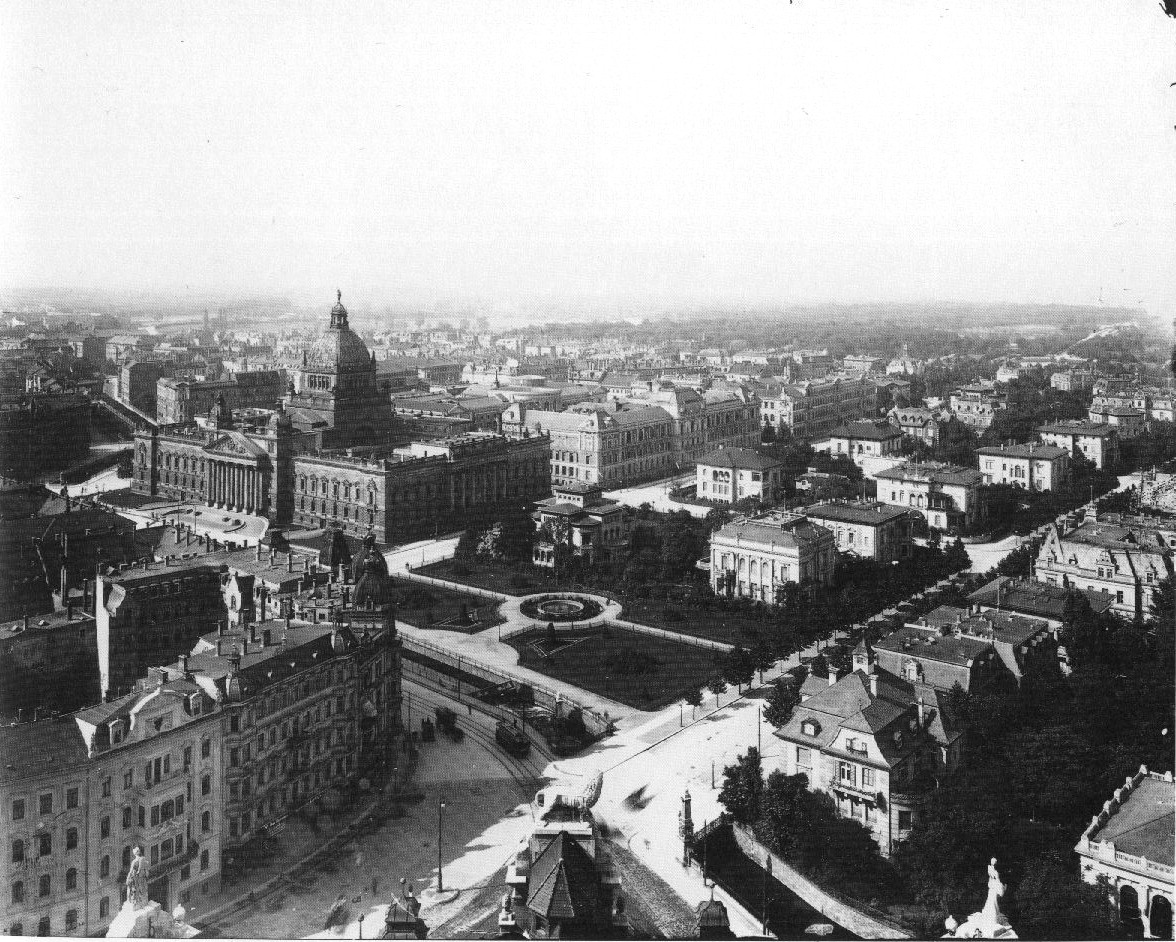
Das Musikviertel 1906 – Blick vom Turm des Neuen Rathauses zum Reichsgerichtsgebäude

Als Musikviertel wird inoffiziell das Wohngebiet der Leipziger Südwestvorstadt bezeichnet. Es gehört zum Stadtbezirk Mitte. Der Name geht auf die im Stadtteil als erste gebauten Musikinstitutionen des zweiten Gewandhauses (alias Neues Concerthaus) und des Neubaus des Königlichen Conservatoriums der Musik zurück. Mehrere Straßen des Viertels sind nach Komponisten benannt, deshalb wird – fälschlicherweise – auch der Begriff Musikerviertel verwendet. Charakteristisch für das Musikviertel ist die Vielzahl von Bauwerken des Historismus; zahlreiche Gebäude stehen unter Denkmalschutz. Für das gesamte Viertel gilt seit 1991 eine Ensembledenkmal- und Erhaltungssatzung. Es hat eine Fläche von rund 40 Hektar und ungefähr 5.000 Einwohner.

## Lage und Ortstypik
Das Musikviertel schließt sich in südwestlicher Richtung an die Innenstadt Leipzigs an. Es wird im Osten und Südosten durch den Pleißemühlgraben begrenzt, sowie im Südwesten, Westen und Norden durch die im Bogen verlaufende Karl-Tauchnitz-Straße. Westlich und nördlich des Viertels befinden sich der Clara-Zetkin-Park und der Johannapark; östlich grenzt die Innere Südvorstadt an. Gemäß der seit 1992 geltenden kommunalen Gliederung von Leipzig ist das Musikviertel der westliche Teil des Ortsteils Zentrum-Süd.
Den nördlichen Teil des Musikviertels prägen repräsentative öffentliche Bauten: das Gebäude des Bundesverwaltungsgerichts, die Universitätsbibliothek, die Hochschulen für Grafik und Buchkunst und für Musik und Theater sowie eine Außenstelle der Hochschule für Technik, Wirtschaft und Kultur, das Literaturinstitut, das Geisteswissenschaftliche Zentrum der Universität Leipzig und die Galerie für Zeitgenössische Kunst. Das Viertel besitzt viele prachtvolle Villen und bürgerliche Wohnhäuser, die das Musikviertel zu einem der elegantesten Viertel der Stadt machten. Die im Zweiten Weltkrieg gerissenen Lücken wurden zum Teil mit Plattenbauten geschlossen. Nach der Wende kamen ab Mitte der 1990er Jahre eine Reihe neuer Villen, Wohn- und Bürogebäude hinzu. Trotzdem konnten einige Lücken in der ursprünglichen Bausubstanz bis heute nicht geschlossen werden. Das Musikviertel wird vom Pleißemühlgraben durchzogen, der nach seiner Abdeckung in den 1950er Jahren seit 1990 zum Teil wiederhergestellt wurde; eine vollständige Öffnung des Grabens ist geplant.

## Geschichte

### Bis 1880

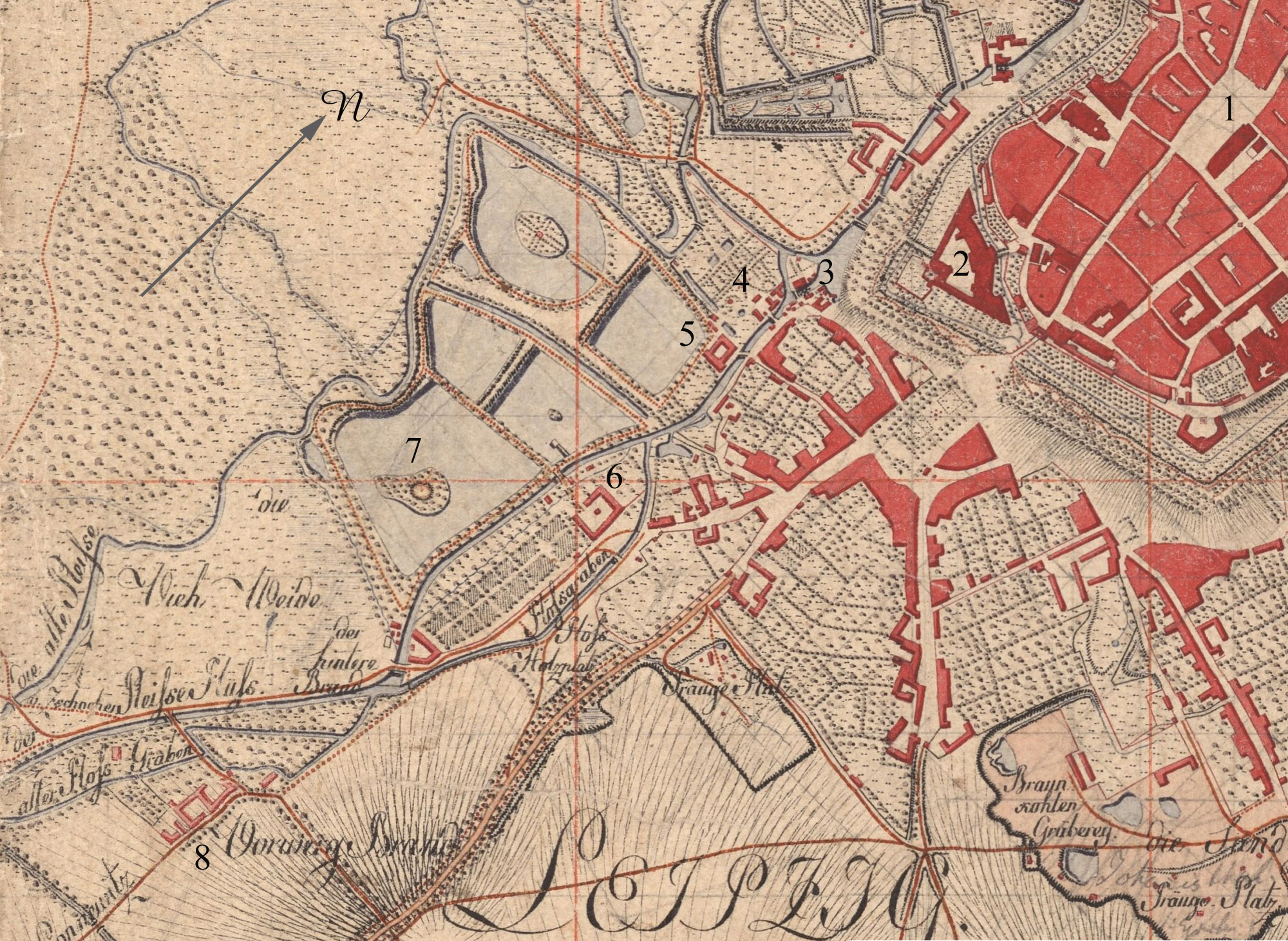
Die Gegend des Musikviertels auf einer Karte um 1800

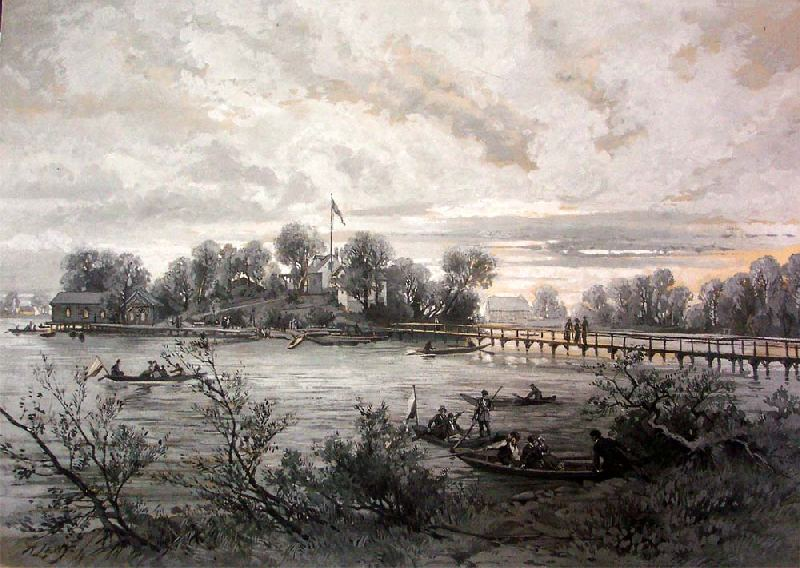
Die Insel „Buen Retiro“

Bis in die erste Hälfte des 19. Jahrhunderts war Leipzigs südwestlicher Vorstadtteil eine kaum erschlossene Auen- und Gartenlandschaft. Morastige Wiesen, Teiche und Tümpel, Auenwald und Gärten prägten das Terrain.
Im Mittelalter hatten sich die Zisterzienser-Nonnen des Georgenklosters bis 1543 im Südwesten vor der Stadtmauer bei der Pleißenburg (Nr. 2 auf dem Plan) niedergelassen und unter anderem eine Mühle am Pleißemühlgraben, die bis 1890 existierende Nonnenmühle (Nr. 3), errichtet. Sie betrieben auch eine Ziegelei, zu der sie den Lehm der Aue benutzten. Die Restlöcher der Lehmgruben blieben als Teiche zurück. Westlich des Pleißemühlgrabens lagen zu Beginn des 19. Jahrhunderts Gärten und Teiche, zunächst Schwägrichens Garten (Nr. 4) gefolgt vom Trierschen Garten (Nr. 5) mit zwei großen Teichen, der der Universität ab 1806 als Botanischer Garten diente.
Ihm schloss sich das Schimmelsche Gut (Nr. 6) an, das an den Floßplatz grenzte, auf dem das aus dem Vogtland und dem Altenburger Land nach Leipzig geflößte Holz gestapelt wurde. Zum Schimmelschen Gut gehörten drei Teiche, in deren größtem sich eine Insel befand. Der Landwirt Johann Friedrich Schimmel hatte das Gut 1823 erworben und richtete auf der Insel ein bei den Leipzigern sehr beliebtes Restaurant ein, das man über einen Holzsteg oder per Kahn erreichen konnte. Die Insel (Nr. 7) nannte er „Buen Retiro“ (Gute Zuflucht).
Im Jahr 1861 wurde der Johannapark auf ehemaligem Wiesengelände durch Peter Joseph Lenné im Auftrag Wilhelm Theodor Seyfferths fertiggestellt. Die Leistungsfähigkeit der Eisenbahn ermöglichte 1864 die Einstellung des Floßbetriebes, so dass der Floßplatz zu einem Schmuckplatz umgestaltet werden konnte. Ein Jahr darauf wurde mit der Regulierung von Pleiße und Elster begonnen und durch Trockenlegung des Gebietes sowie Verfüllung der Alten Pleiße neues Bauland gewonnen. 1876 wurde der Botanische Garten an die heutige Linnéstraße verlagert.

### 1880–1945

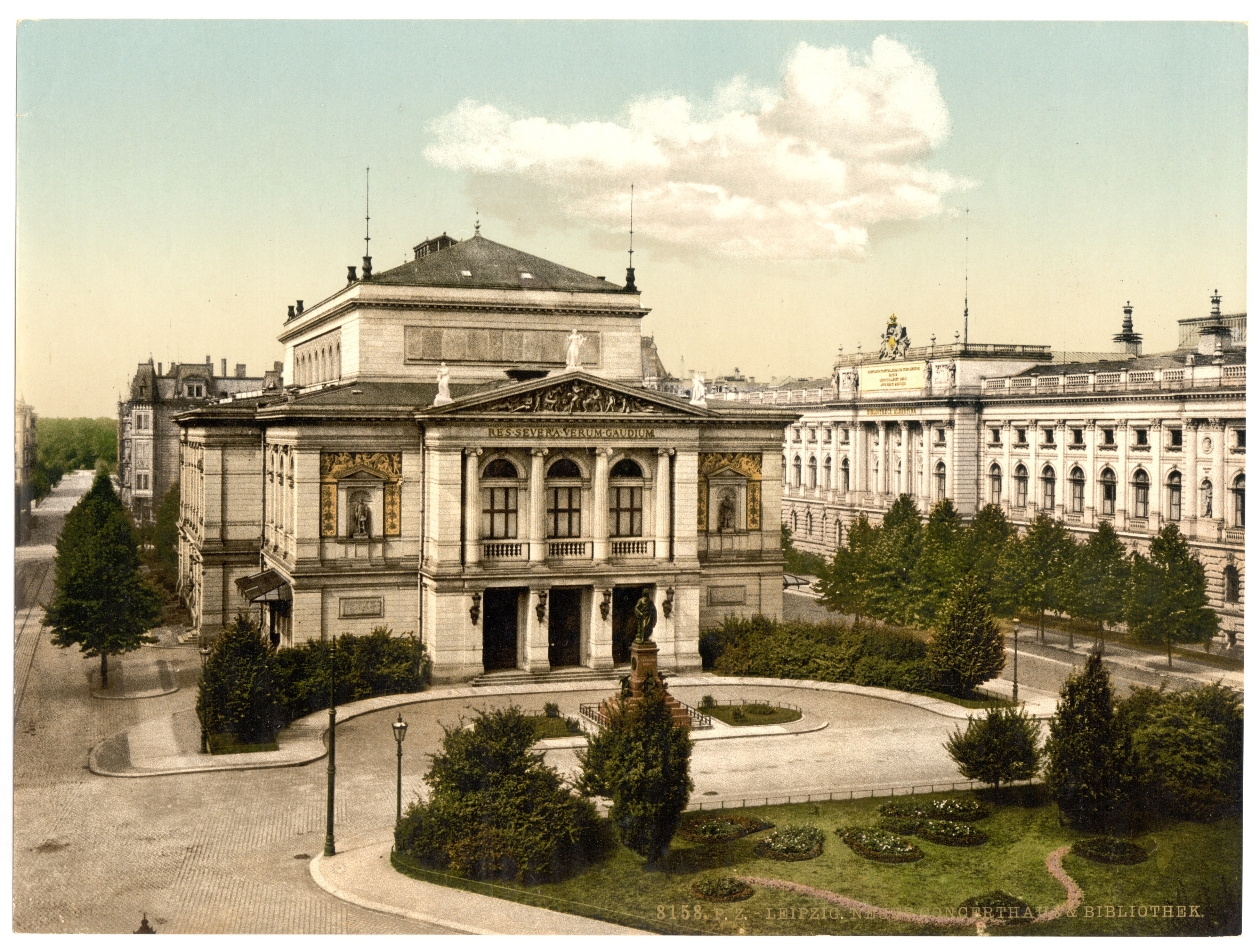
Das im Zweiten Weltkrieg zerstörte zweite Gewandhaus (Neues Concerthaus) – rechts die Universitätsbibliothek Bibliotheca Albertina

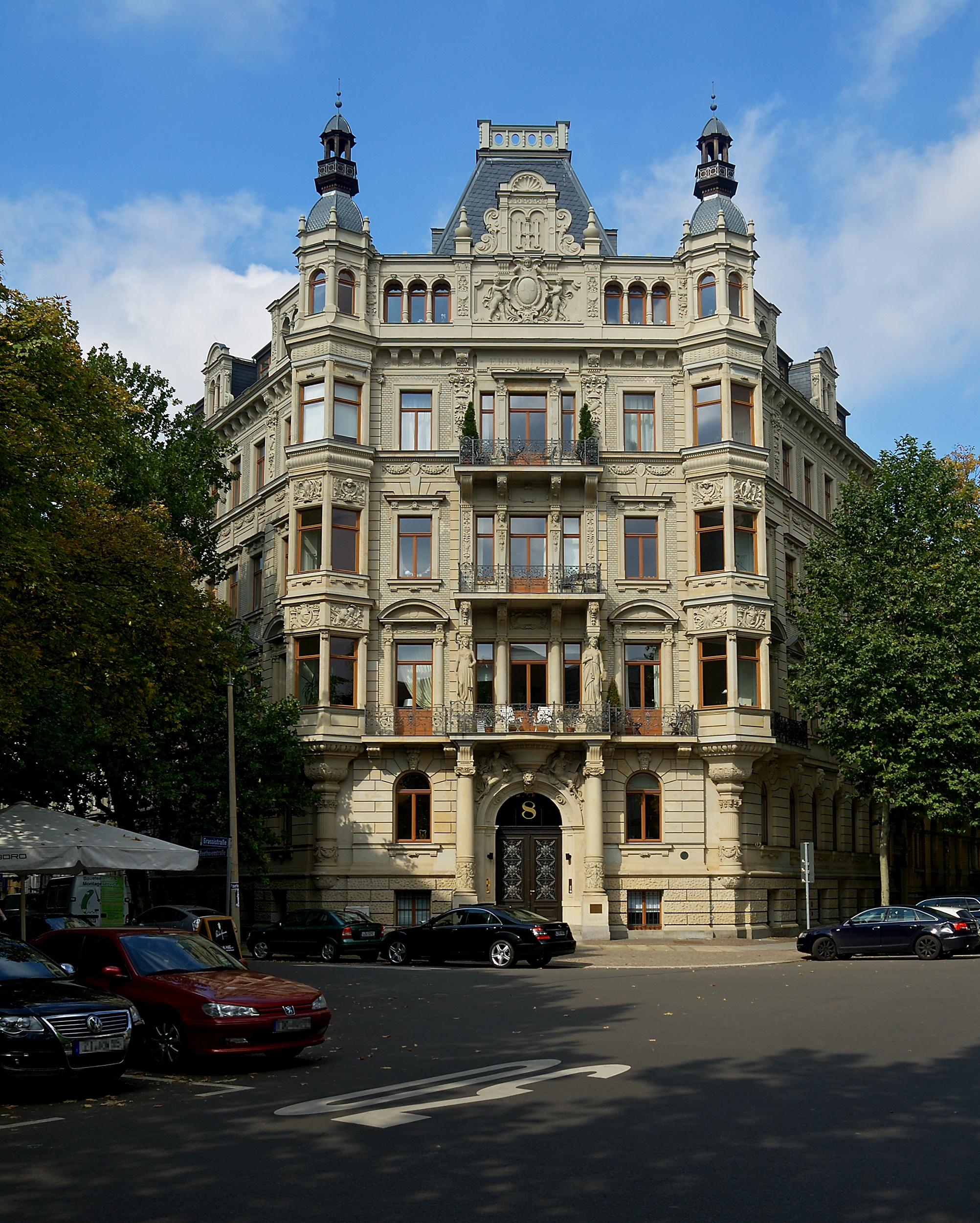
Das Roßbach-Eckhaus, seit 2004 Roßbach-Palais genannt, von Arwed Roßbach, Beethovenstraße 8 – erbaut 1892/93 (2010)

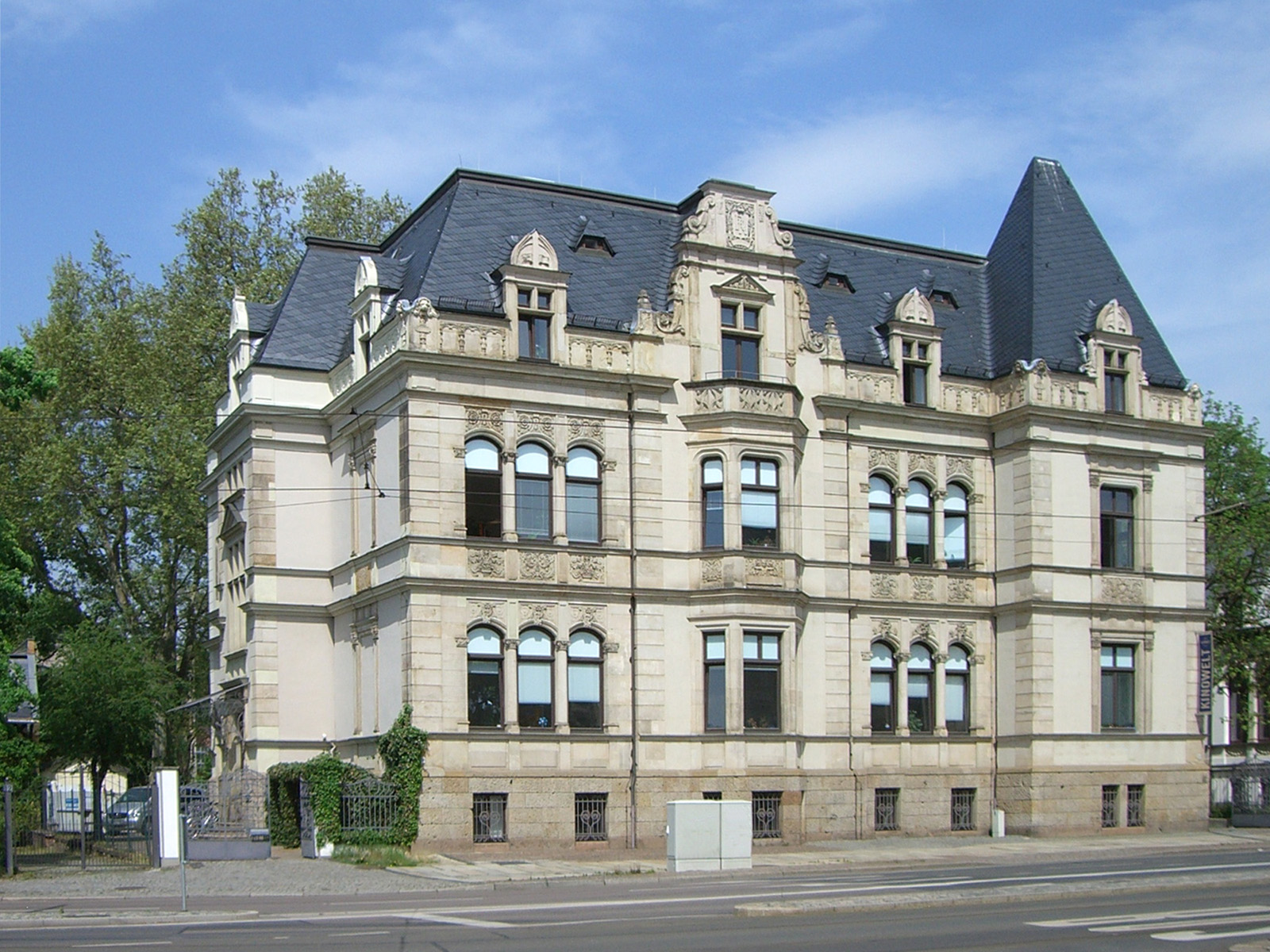
Villa Rentsch-Röder, Karl-Tauchnitz-Straße 10 von Peter Dybwad – erbaut 1898 (2009)

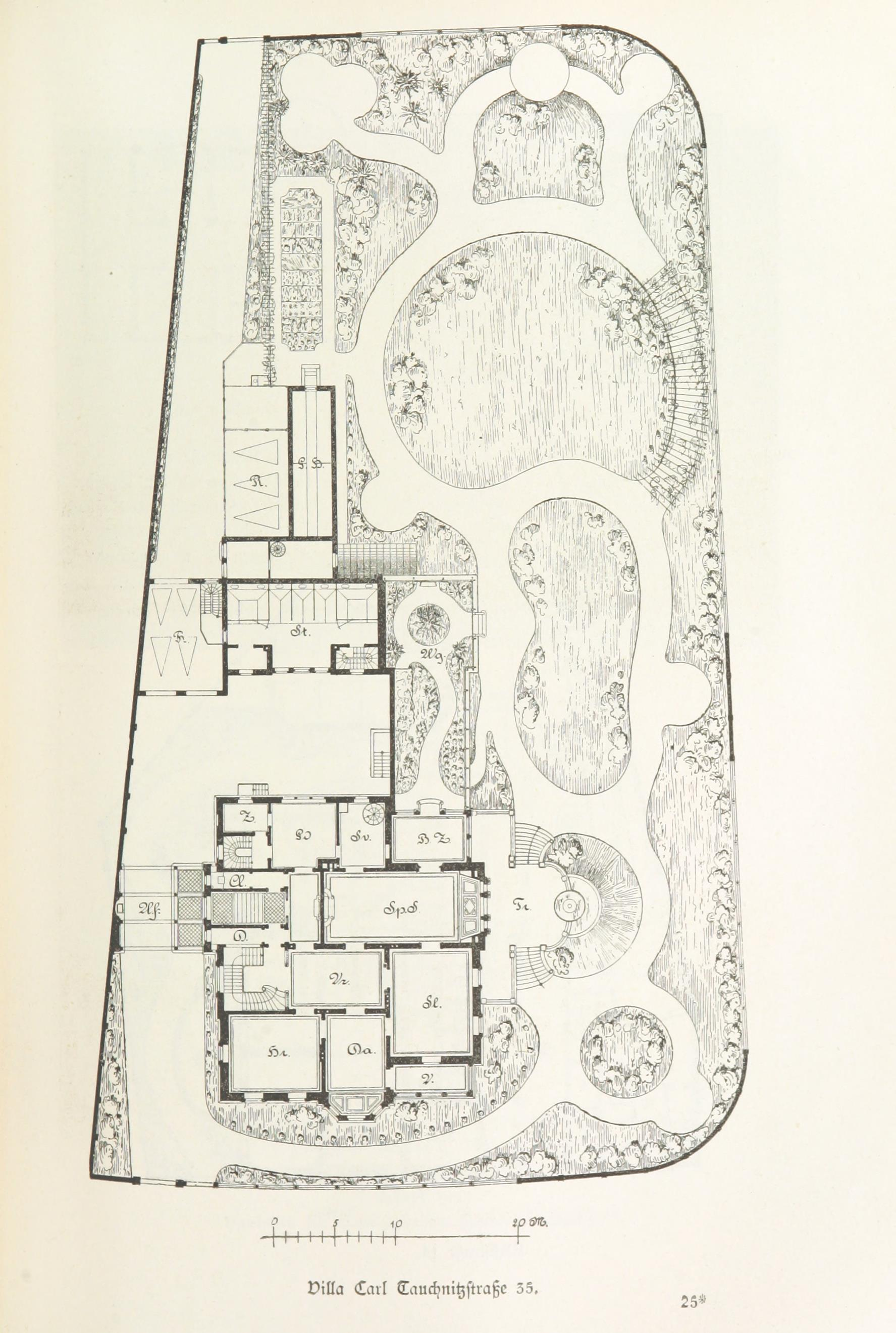
Grundriss der Villa Gruner mit Gartenanlage, Karl-Tauchnitz-Straße 19 (vor 1893)

1880 erwarb die Stadt unter anderem das Areal des Schimmelschen Gutes, und es begann eine umfangreiche Bodenerschließung und Umgestaltung einschließlich Parzellierung. Die Restlöcher der trockengelegten Teiche wurden zugeschüttet und das gesamte Baugelände des Viertels in aufwendiger Weise planiert, wobei die Erdaufschüttungen immense Ausmaße hatten. Zum Hochwasserschutz wurde dabei das Geländeniveau des bebauten Terrains gegenüber den Wiesen des späteren König-Albert-Parks um etwa zwei Meter erhöht. 1882 wurde der Grundstein zum Bau des Neuen Concerthauses gelegt und damit die Bebauung des Musikviertels begonnen. 1884 wurde dieses – alsbald Neues Gewandhaus (zweites Gewandhaus) genannte Bauwerk – eingeweiht. 1887 folgte die Einweihung des Königlichen Conservatoriums der Musik. 1888 bis 1895 wurde das Reichsgerichtsgebäude errichtet. 1890 wurde die Königliche Akademie für graphische Künste und Buchgewerbe vollendet und 1891 die Universitätsbibliothek Bibliotheca Albertina. 1891 wurde auch der Neubau der Städtischen Gewerbeschule (heute Teil der HTWK) seiner Bestimmung übergeben, dessen Westflügel allerdings erst 1903 vollendet wurde. Mit der Fertigstellung des Reichsgerichts war 1895 die Entstehungszeit der öffentlichen Großbauten im Musikviertel fast abgeschlossen. Ab 1896 verkehrte die elektrische Straßenbahn durch das Musikviertel. 1897 fand am Rande des neuen Stadtviertels die Sächsisch-Thüringische Industrie- und Gewerbeausstellung statt.
Ab Mitte der 1880er Jahre begann auch der Wohnungsbau im Musikviertel. Es entstanden Villen und mehrgeschossige Mietshäuser in geschlossener und offener Bebauung. Die zuerst errichteten und meisten Bauten sind architekturhistorisch einem der sogenannten Neo-Stile des Historismus (Neorenaissance oder Neobarock) zuzuordnen. Das stilistische Vorbild für die privaten Bauherren waren die öffentlichen Großbauten im Viertel. Beispielhaft steht dafür das markante Roßbach-Eckhaus (Beethovenstraße 8) im Stil der Neorenaissance, das vom Architekten der Bibliotheca Albertina entworfen und 1893 vollendet wurde. Nach 1900 finden sich an manchen Gebäuden Anklänge des Jugendstils, was insbesondere am Ornament und Dekor der Fassadengestaltung einiger Häuser abzulesen ist.
Für die Bebauung des Areals bestanden detaillierte Vorschriften wie Gebäudehöhe, Gebäudeabstände, Anzahl der Geschosse und Überbauungsgrad der Grundstücke. Auch die Genehmigung der Fassadenansicht blieb dem Rat der Stadt vorbehalten. So erhielt Leipzig mit dem Musikviertel einen städtebaulich besonders wertvollen, durch geschlossene Quartierstrukturen klar gegliederten Bereich, der als Ensemble heute unter Denkmalschutz steht.
Die dem Park zugewandten oder nahen Seiten wurden mit einem Kranz von Villen bestückt. Die Villengrundstücke waren recht großzügig bemessen und reichten von 1.200 bis 2.500 m², so dass sich ausreichend Platz für Nebengebäude (Remisen), meterhoch eingezäunte Vorgärten und aufwendig gestaltete Gartenanlagen bot. Das traf insbesondere auf die Villen der Karl-Tauchnitz-Straße zu, von denen noch ein gutes Drittel (13 von 32) erhalten ist. Von den insgesamt 71 Villen im Stadtteil gingen allein 21 auf Entwürfe von Max Pommer zurück. Ihm folgen der Anzahl nach Peter Dybwad (10) und Arwed Roßbach (5).

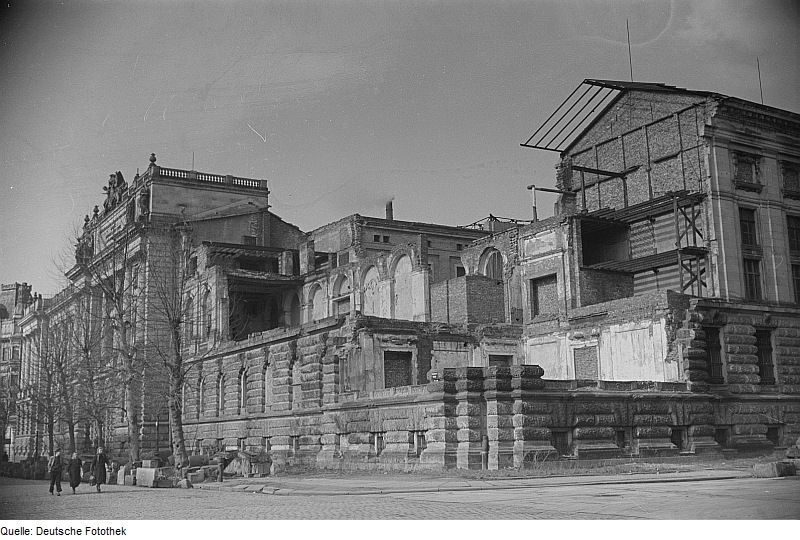
Teilzerstörte Universitätsbibliothek Albertina, Foto von Roger Rössing (1953)

Um 1900 konnte die Bebauung des Musikviertels im Prinzip als abgeschlossen angesehen werden. Das neue Stadtviertel wurde jahrzehntelang zur bevorzugten Adresse des Leipziger Bildungsbürgertums. Am 20. Februar 1944 erfolgte ein Luftangriff auf Leipzig und seine Südvorstadt. Im Musikviertel wurden mehr als 50 Prozent der Bauten, darunter das Gewandhaus, der Saal des Konservatoriums, das Reichsgericht, die Universitätsbibliothek, viele Villen und Wohnbauten total zerstört oder schwer beschädigt. Weitere Angriffe trafen das Musikviertel am 27. Februar und am 6. April 1945. Bei Letzterem wurden der Mitteltrakt und der östliche Gebäudeteil der Bibliotheca Albertina zerstört.

Kriegsverluste historischer Bausubstanz im Musikviertel (Beispiele)
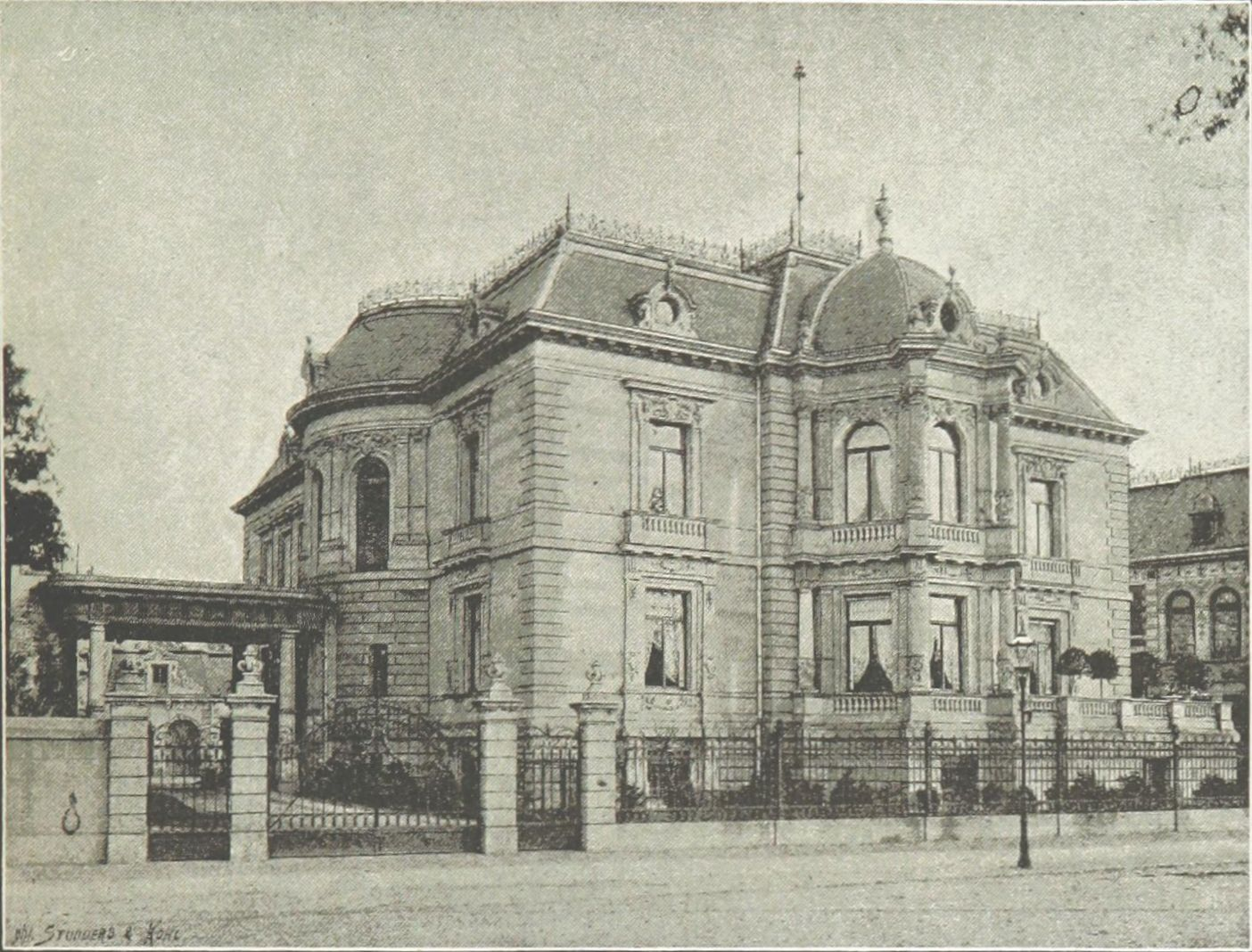
Villa Oelßner, Karl-Tauchnitz-Straße 13 (1892)
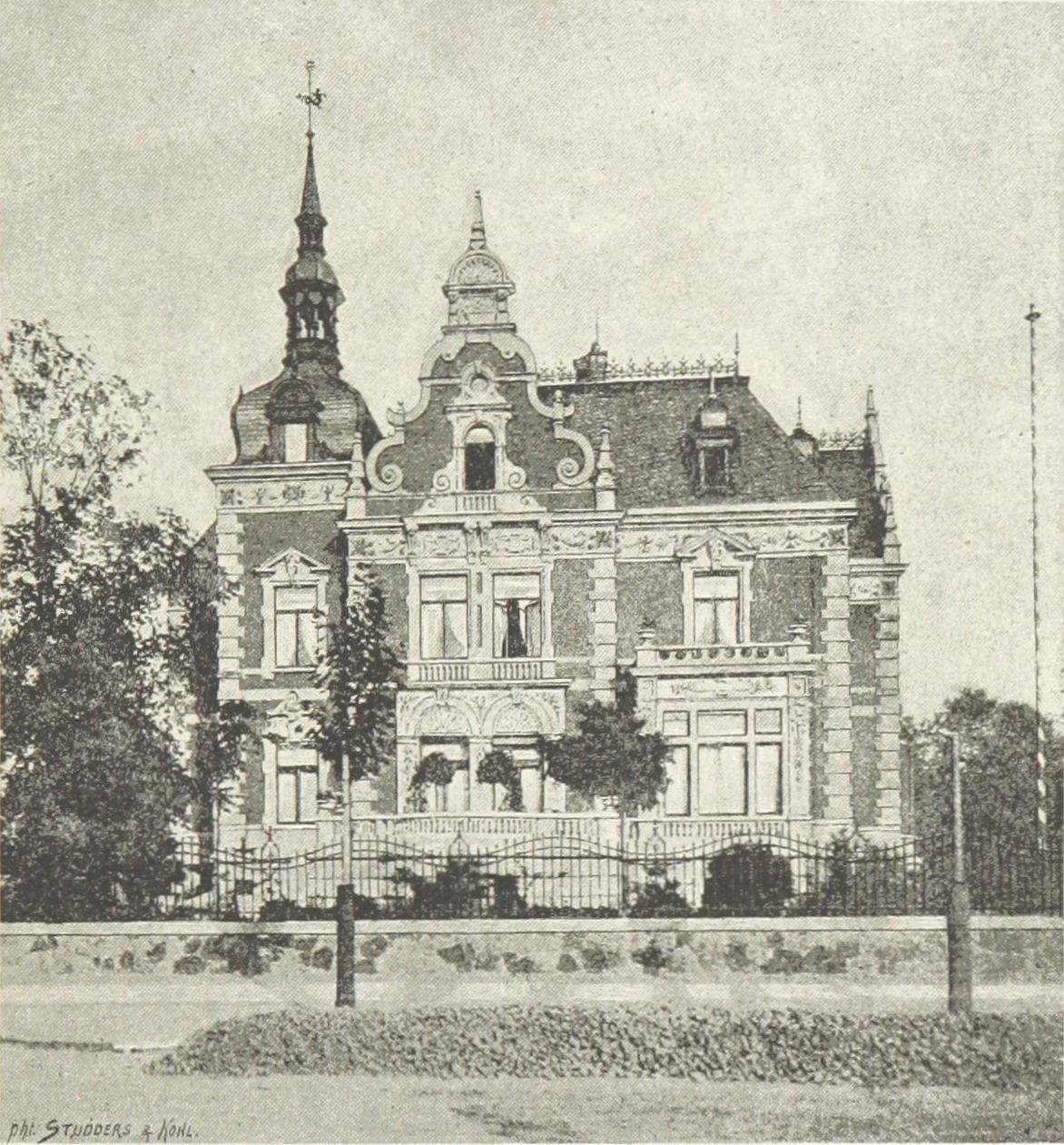
Villa Wölker, Karl-Tauchnitz-Straße 15 (1892)
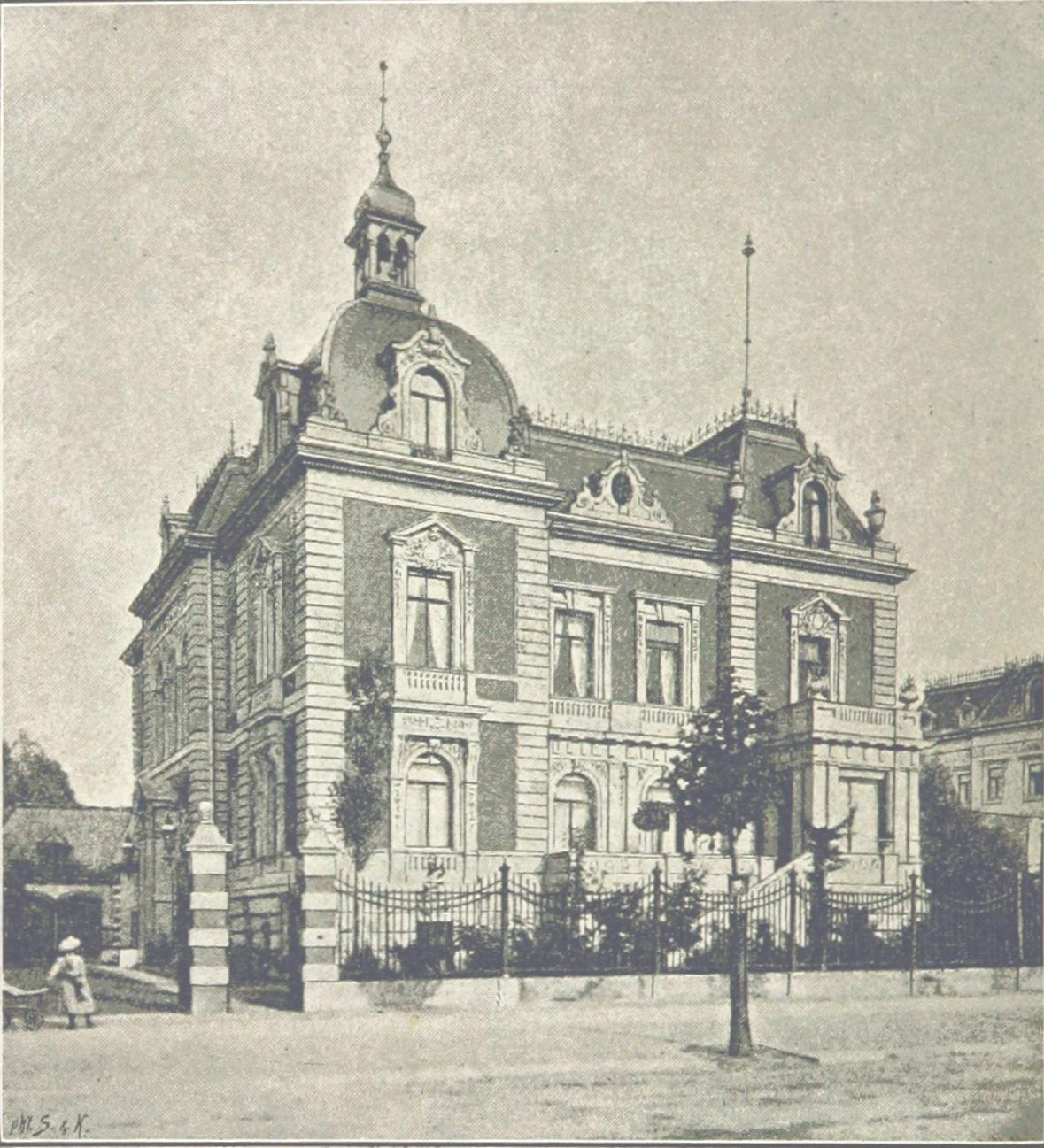
Villa Girbardt, Karl-Tauchnitz-Straße 17 (1892)
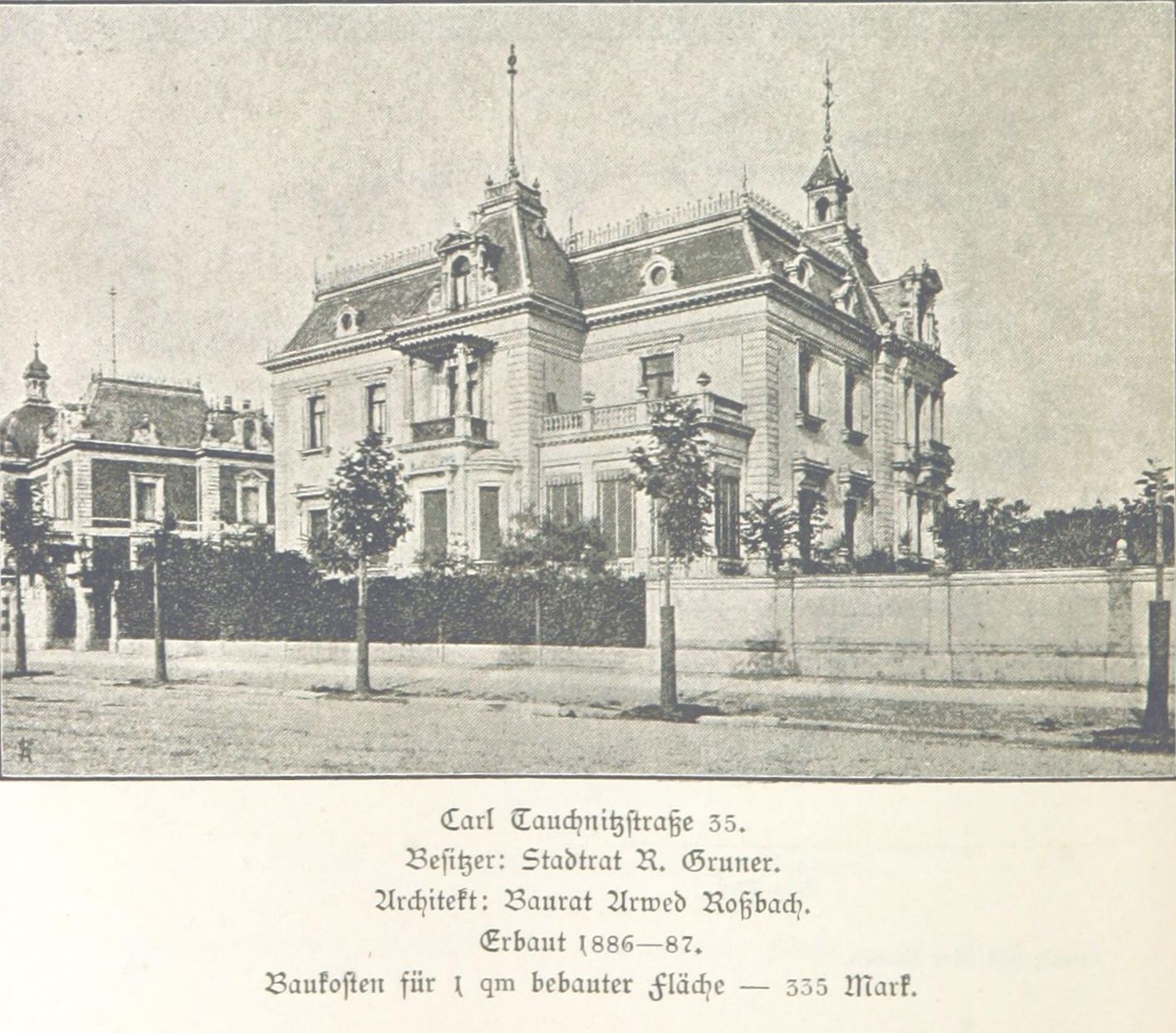
Villa Gruner, Karl-Tauchnitz-Straße 19 (1886/87)
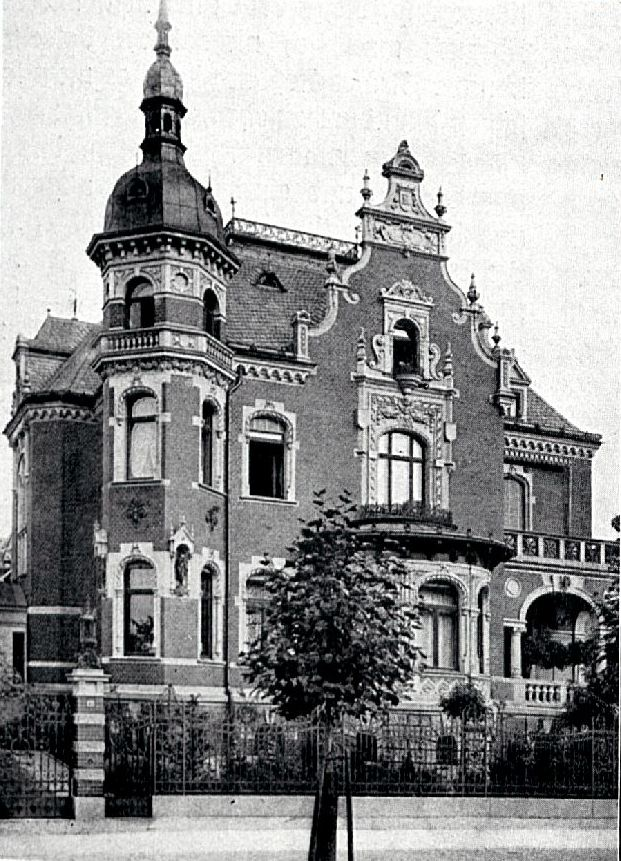
Villa Rehwoldt, Karl-Tauchnitz-Straße 29 (vor 1905)
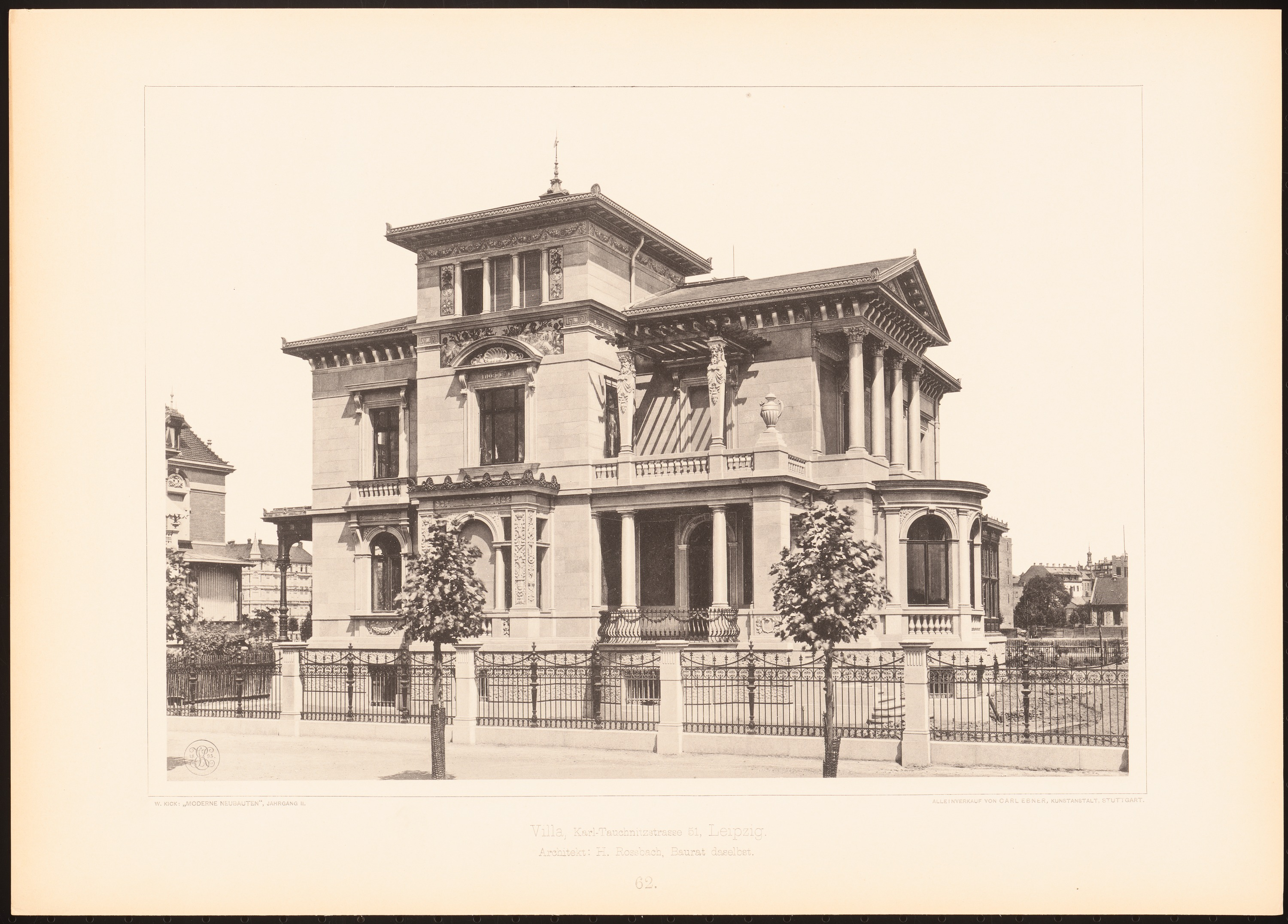
Villa Swiderski, Karl-Tauchnitz-Straße 35 (1898)

### 1945–1990
Die bereits 1945/46 begonnene Enttrümmerung wurde ab 1947 durch den Betrieb der Trümmerbahn über das Musikviertel intensiviert, die den Schutt entlang der Karl-Tauchnitz-, Ferdinand-Rhode- und Wundtstraße zu den Bauernwiesen transportierte, wo der Fockeberg entstand.
Am 1. Oktober 1946 wurde das ehemalige Konservatorium als Staatliche Hochschule für Musik – Mendelssohn-Akademie wiedereröffnet (seit 1992 Hochschule für Musik und Theater „Felix Mendelssohn Bartholdy“ Leipzig, kurz: HMT Leipzig) und am 26. April 1947 die Staatliche Akademie für graphische Künste und Buchgewerbe. Im ehemaligen Reichsgericht wurde am 18. Juni 1952 das Georgi-Dimitroff-Museum eröffnet, und auch das Museum der bildenden Künste fand im ehemaligen Reichsgericht ein neues Domizil. 1953 wurde die Theaterhochschule Leipzig (seit 1967 „Hans Otto“) nach der Übersiedlung des 1947 in Weimar entstandenen Deutschen Theaterinstituts ins Leipziger Musikviertel gegründet.

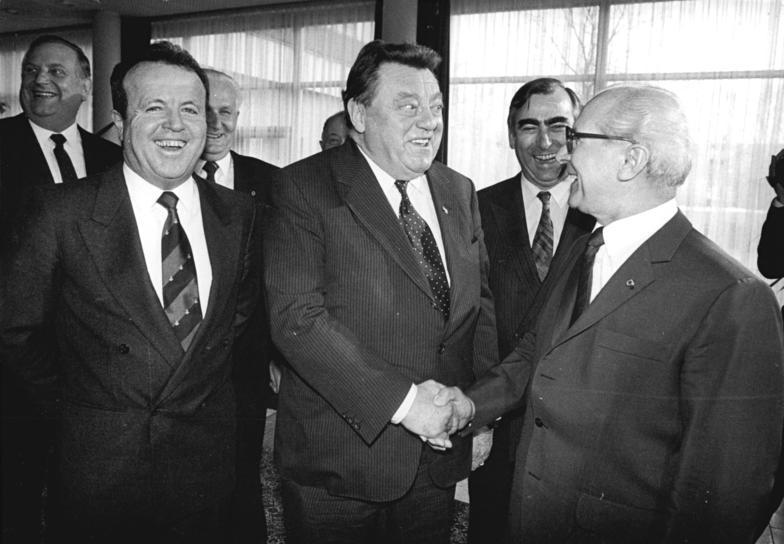
Franz Josef Strauß und Erich Honecker zur Frühjahrsmesse 1987 im Gästehaus in der Schwägrichenstraße

1955 wurde die 1951 begonnene Überwölbung des Pleißemühlgrabens abgeschlossen. 1968 wurde die wiederaufbaufähige Ruine des zweiten Gewandhauses abgerissen, ebenso einige teils guterhaltene Wohnbauten in der Ferdinand-Rhode-Straße. In der Schwägrichenstraße entstand bis 1969 ein Gästehaus des Ministerrats der DDR, das insbesondere zu Messezeiten genutzt wurde und wo 1983 zwischen Franz Josef Strauß und Erich Honecker der Milliardenkredit für die DDR ausgehandelt wurde.
Ab 1969 wurden mitten im Musikviertel fünf seinem früheren Charakter widersprechende 11-geschossige Wohnblocks in Plattenbauweise errichtet. In jedem dieser Fälle wurden 4 bis 5 der ursprünglichen Grundstücke aus der Entstehungszeit mit monotonen sogenannten „Wohnscheiben“ des Architekten Wolfgang Scheibe (1928–2006) überbaut.
Um dafür Platz zu schaffen, wurden einige noch relativ gut erhaltene und zum Teil bewohnte Altbauten abgerissen. In der Pestalozzistraße (heute Telemannstraße) entstanden in Plattenbauweise 1972 eine Grundschule (Polytechnische Oberschule Clara Zetkin) und 1973 eine Oberschule (Erweiterte Thomas-Oberschule), die auch die Thomaner besuchten.
In der Nordwestecke des Musikviertels wurden 1978 an der Karl-Tauchnitz-Straße und der Wächterstraße drei 16-geschossige Hochhäuser des Typs PH 16 errichtet, im Volksmund „die drei Gleichen“ genannt. Dabei wurden  ohne Rücksicht auf die Ortstypik insgesamt sechs große Grundstücke von kriegszerstörten Villen (vier von Max Pommer, je eine von Arwed Roßbach und Carl Weichardt/Bruno Eelbo) überbaut. Ursprünglich waren die städtebaulichen Planungen in den 1960er Jahren unter der Leitung von Leipzigs Chefarchitekten Horst Siegel (1934–2020) für das gesamte Viertel noch tiefgreifender. Es sollten an dieser Stelle vier 28-geschossige Hochhäuser und ein „sozialistisches“ Musikviertel mit Wohnscheiben und Hochhäusern entstehen. Eine Zeichnung dieser Bebauungskonzeption von Hans-Dietrich Wellner (1934–2013) aus dem Jahr 1969 ist erhalten.

### Nach 1990

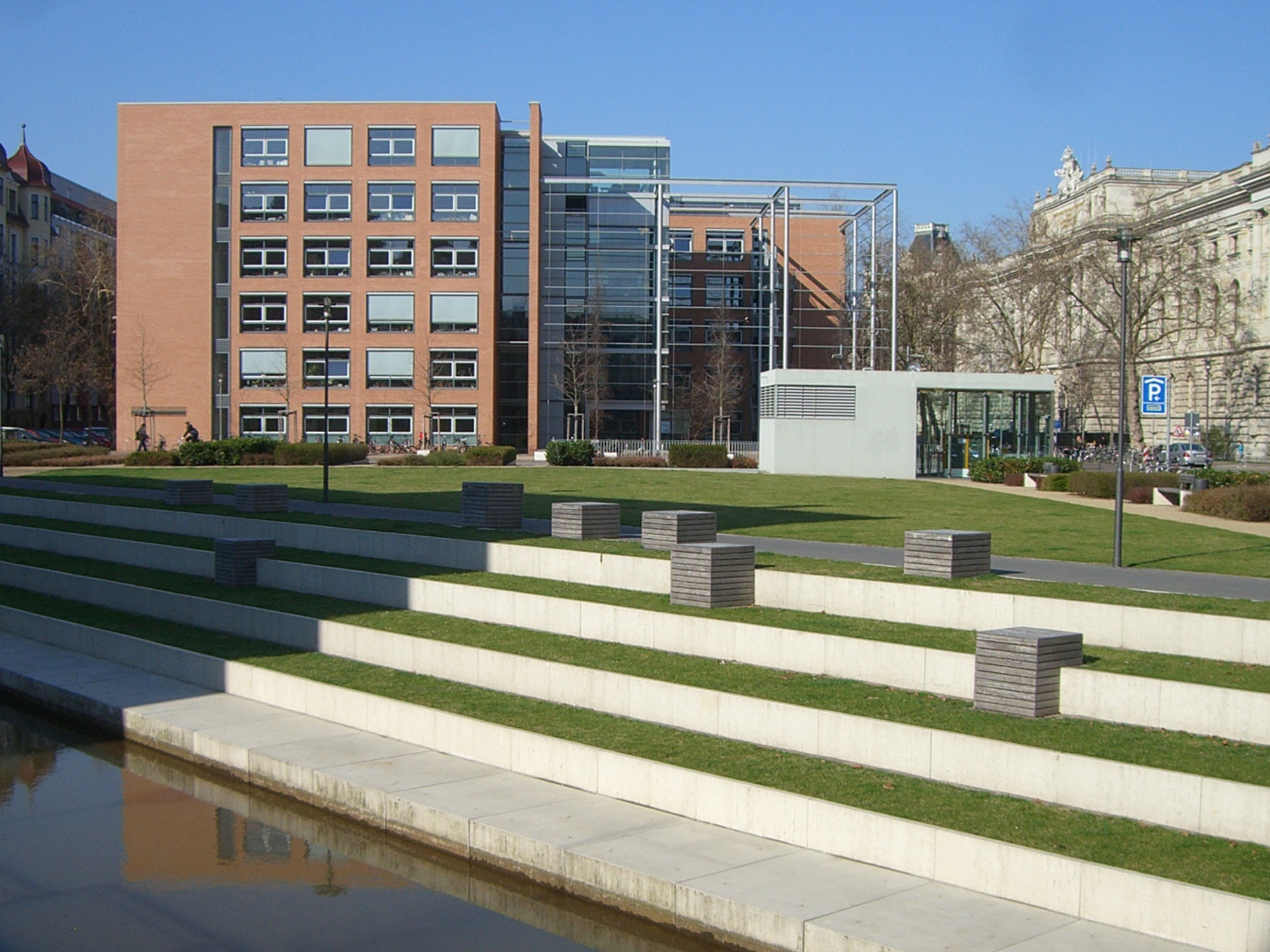
Das Geisteswissenschaftliche Zentrum der Universität mit dem Mendelssohn-Ufer am geöffneten Pleißemühlgraben (2010)

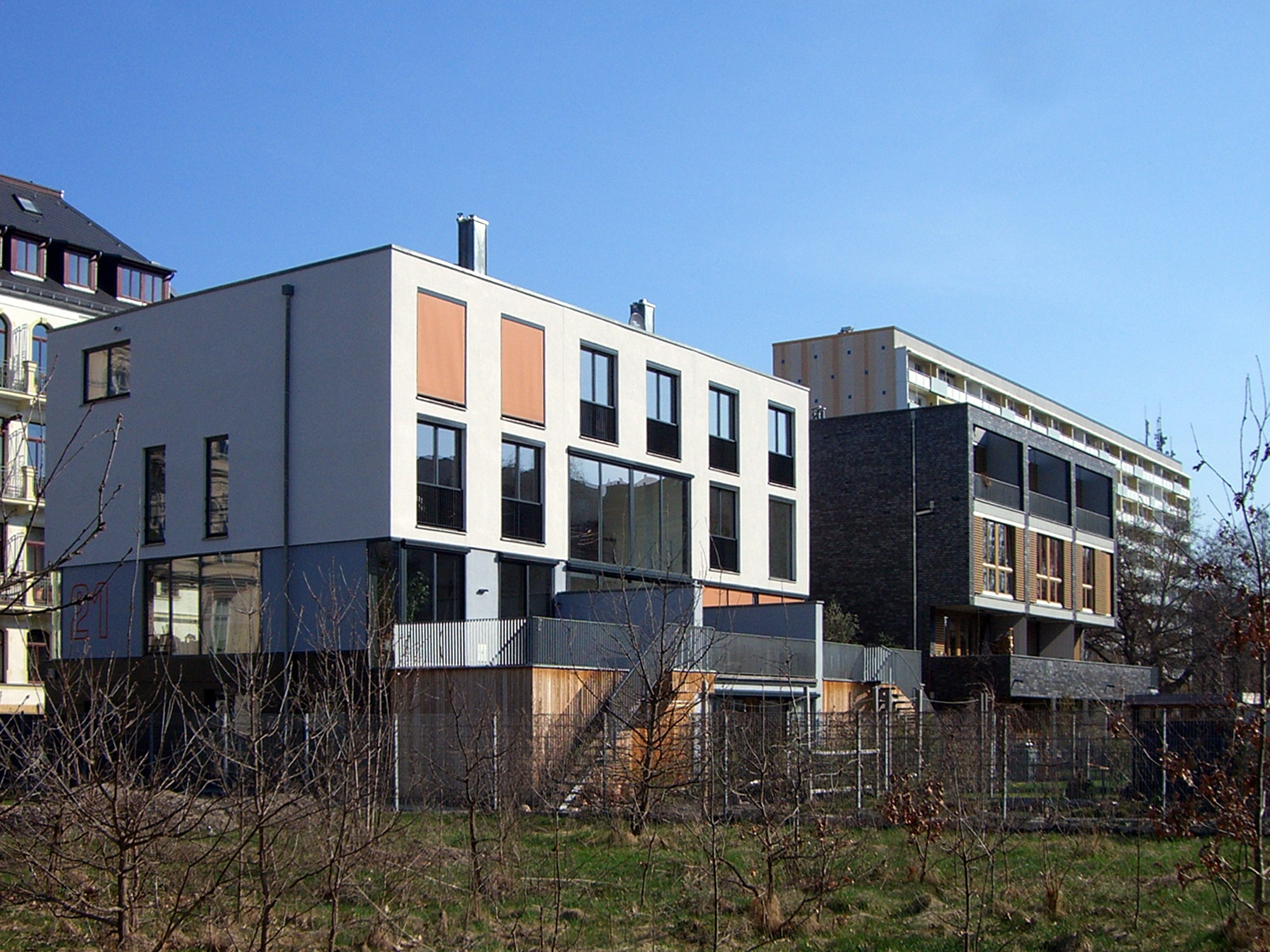
Villenneubauten an der Haydnstraße (2010)

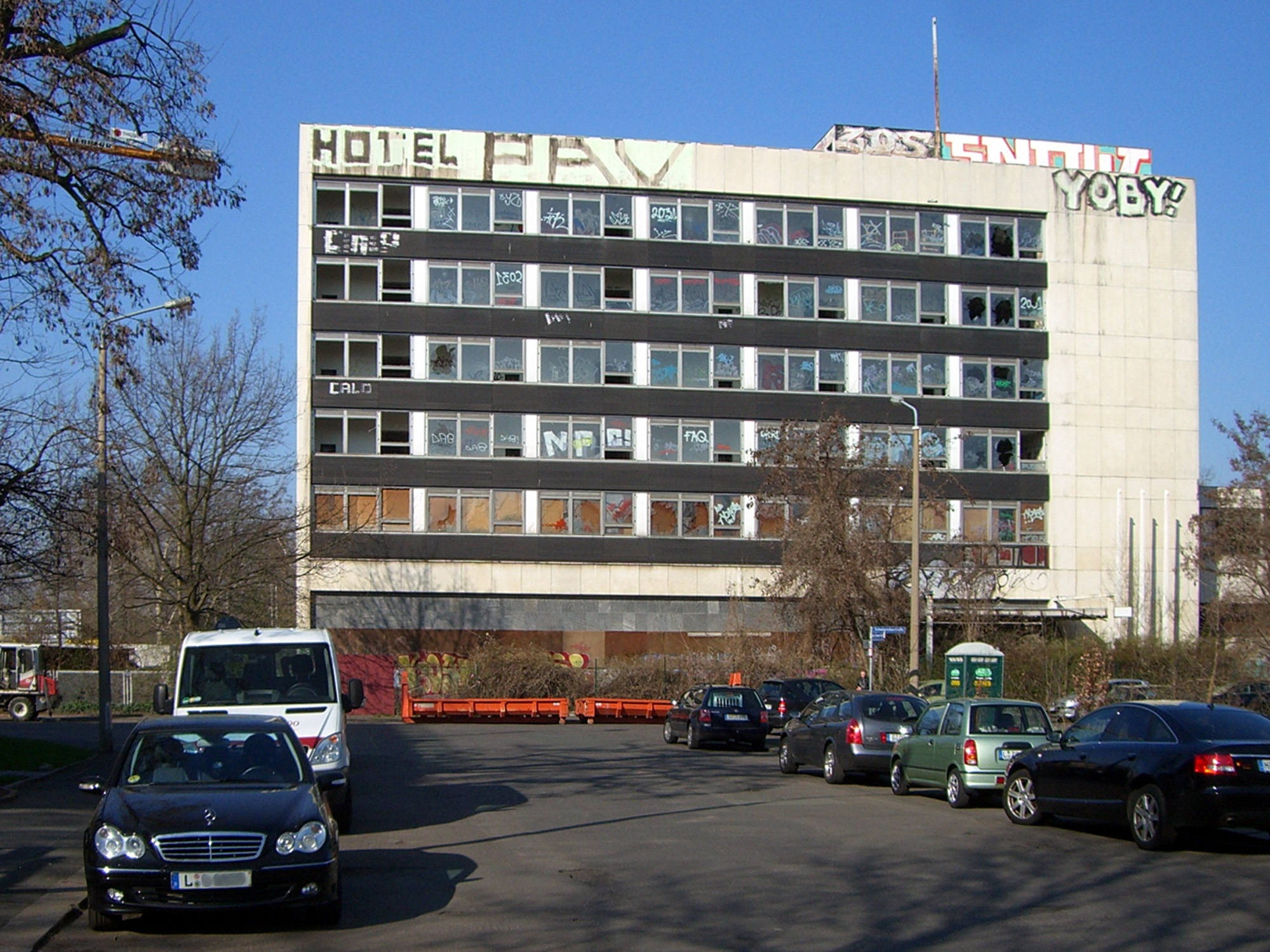
Ehemaliges Gästehaus des Ministerrates der DDR (2010)

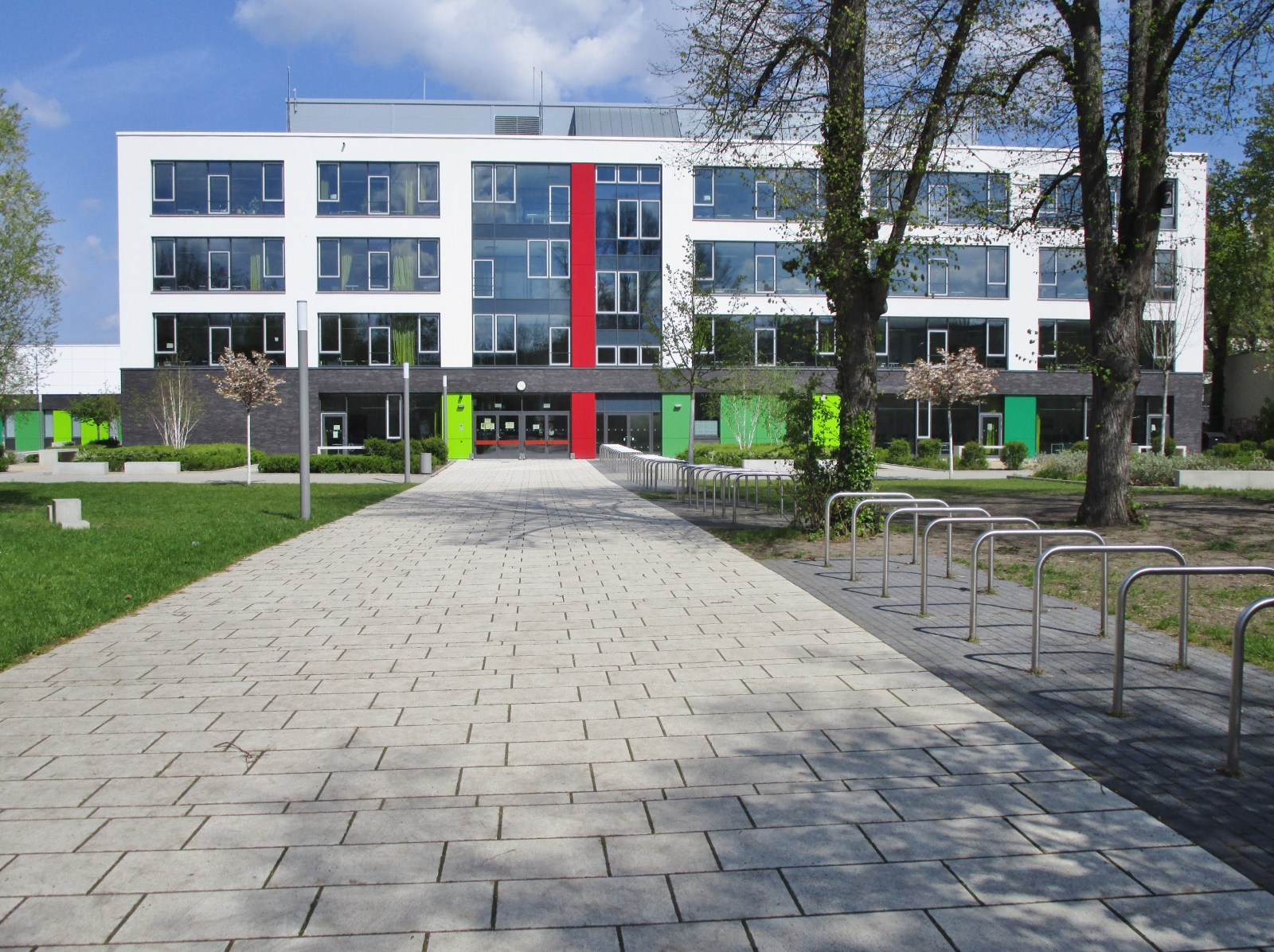
Gerda-Taro-Schule, Ansicht von Süden (2021)

Bereits 1990 begannen die ersten Bemühungen zur Öffnung des Pleißemühlgrabens mit der Aktion „Pleiße ans Licht“. 1998 konnte der erste komplett fertiggestellte Öffnungsabschnitt  zwischen Mahlmann- und Braustraße übergeben werden; 2002 der Abschnitt vor dem Reichsgericht, dem der Bereich hinter dem Plattenbau an der Grassistraße und schließlich 2008 das Mendelssohn-Ufer zwischen Mozartstraße und Beethovenstraße folgten. 2000 wurden die entlang des geöffneten Flussabschnitts vor dem Reichsgerichtsgebäude nachts blau leuchtenden Lichtstelen errichtet und die in Wellenform umgestaltete Fritz-von-Harck-Anlage übergeben.
1992 kam es zur Fusion der Theaterhochschule „Hans Otto“ mit der Hochschule für Musik zur Hochschule für Musik und Theater „Felix Mendelssohn Bartholdy“, und das US-Generalkonsulat im Amerika-Haus in der Wilhelm-Seyfferth-Straße wurde wiedereröffnet. 1995 übersiedelte die Sächsische Akademie der Wissenschaften zu Leipzig in eine Villa in der Karl-Tauchnitz-Straße und das ehemalige Literaturinstitut „Johannes R. Becher“ wurde mit Anschluss an die Universität als Deutsches Literaturinstitut Leipzig neu formiert.
1998 eröffnete die Galerie für Zeitgenössische Kunst Leipzig in der Herfurthschen Villa in der Karl-Tauchnitz-Straße, die 2004 durch einen Ausstellungspavillon ergänzt wurde. Von 2000 bis 2002 errichtete die Universität Leipzig auf dem Gelände des ehemaligen zweiten Gewandhauses den Neubau für die Geistes- und Sozialwissenschaften. Zu dessen Fertigstellung wurde auch die wieder vollständig aufgebaute und erweiterte Universitätsbibliothek übergeben. Im gleichen Jahr nahm das Bundesverwaltungsgericht im Reichsgerichtsgebäude seine Tätigkeit auf, das zuvor über mehrere Jahre aufwendig saniert worden war.
Im gesamten Musikviertel wurden nach 1990 zahlreiche Villen und Bürgerhäuser aufwendig saniert. Einen Höhepunkt und gewissen Abschluss bildete 2004/2005 die Restaurierung des von Arwed Roßbach errichteten Wohnpalais in der Beethovenstraße 8. Aber auch die Plattenbauten wurden modernisiert. Wegen der günstigen Lage zu Stadt und Park weisen sie eine für Plattenbauten weit über dem Durchschnitt liegende Auslastung auf. Im Musikviertel wurden in den letzten Jahren auch zahlreiche neue Wohn- und Geschäftshäuser mit zum Teil sehr individuellem Stil errichtet. Während das ehemalige Gästehaus des Ministerrats, ein Musterbeispiel für die Architektur der DDR-Moderne, mehr als 20 Jahre leerstand und verfiel, entstand auf benachbarten Flächen eine hochwertige neue Wohnanlage.
Das jahrzehntelang leerstehende Gästehaus von den Architekten Wolfgang Scheibe und Frieder Gebhardt war bereits mehrfach wegen seines Zustandes und diverser gescheiterter Nutzungskonzepte Gegenstand medialer Berichterstattung. 2020/21 schließlich hat der denkmalverträgliche Umbau begonnen. Es sollen 130 Wohnungen entstehen.
Nach dem Auszug der Thomasschule zu Leipzig aus dem Gebäude an der Telemannstraße im Jahr 2000 und einigen Jahren Leerstand wurden die Gebäude bis auf die Turnhalle abgerissen und ein neuer Gymnasium-Schulkomplex errichtet, der zum Schuljahr 2017/2018 unter dem Namen Gymnasium Telemannstraße in Betrieb ging. 2018 erhielt die Schule den Namen Gerda-Taro-Schule – Gymnasium der Stadt Leipzig.

## Architekten des Viertels
- Max Bösenberg (1847–1918)
- Otto Brückwald (1841–1917)
- Fritz Drechsler (1861–1922)
- Peter Dybwad (1859–1921)
- Bruno Eelbo (1853–1917), Architekturbüro Weichardt & Eelbo
- Max Fricke (1874–1934)
- Gustav Adolf Geyer (1845–1922)
- Emil Franz Hänsel (1870–1943)
- Max Hasak (1856–1934)
- Arthur Johlige (1857–1937), Architekturbüro Schmidt & Johlige
- Max Pommer (1847–1915)[23]
- Ernst Riedel (1813–1885)
- Arwed Roßbach (1844–1902)
- Wolfgang Scheibe (1928–2006)
- August Hermann Schmidt (1858–1942), Architekturbüro Schmidt & Johlige
- Emanuel von Seidl (1856–1919)
- Clemens Thieme (1861–1945)
- Richard Tschammer (1860–1929), Architekturbüro Weidenbach & Tschammer
- Georg Weidenbach (1853–1928), Architekturbüro Weidenbach & Tschammer
- Karl Weichardt (1846–1906), Architekturbüro Weichardt & Eelbo
- Julius Zeißig (1855–1930)

## Zur Musikgeschichte im Viertel

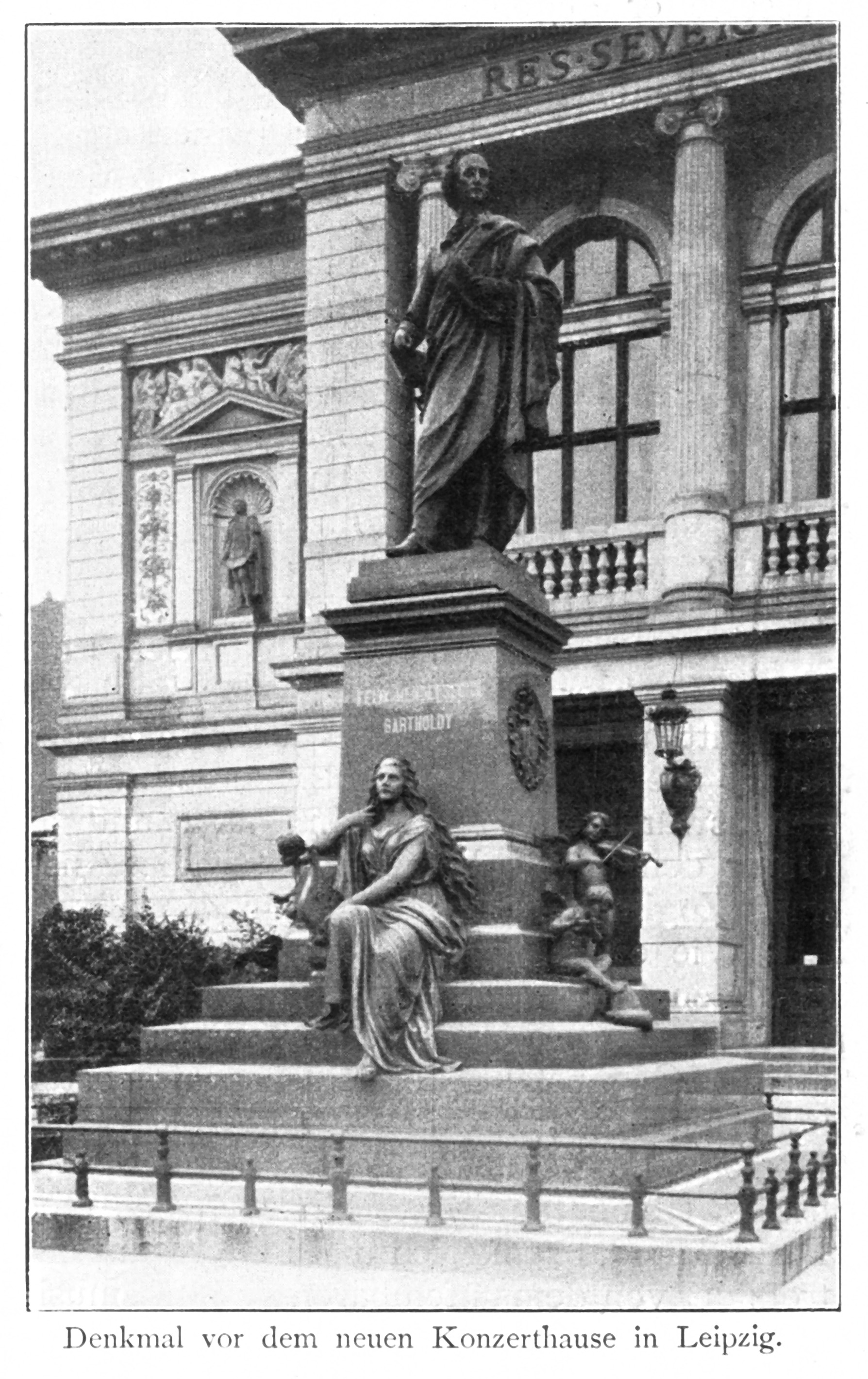
Das erste Mendelssohn-Denkmal von 1892 nach dem Entwurf von Werner Stein

Im Musikviertel wurde seit der Eröffnung des Neuen Gewandhauses (1884) und des Konservatoriums (1887) für Jahrzehnte Musikgeschichte geschrieben. Als Zentren einer neuen Stilrichtung in der Musik (Romantik) bildeten sich um 1830 Städte in Nord- und Mitteldeutschland (Berlin, Dresden, Leipzig) heraus. Bis dahin war die Wiener Klassik (Haydn, Mozart, Beethoven) im zeitgenössischen Musikleben vorherrschend gewesen. In Leipzig wurde von Robert Schumann und Clara Schumann der Romantik der Boden bereitet und von Felix Mendelssohn Bartholdy zu der sogenannten „Leipziger Schule“ in der Musik ausgeprägt. Musikhistorisch gesehen fällt die Erbauungszeit der Gebäude ziemlich genau in die Mitte der romantischen Epoche in der Musik – in die Blütezeit der Hochromantik. Die in den Vorgängerbauten im Stadtzentrum (zwischen Universitätsstraße und Neumarkt) von Mendelssohn begründete Leipziger Musiktradition wurde seit Mitte der 1880er Jahre in den neuen Bauten im Musikviertel fortgeführt. Die beiden Musikinstitutionen in unmittelbarer Nachbarschaft zueinander – wie zuvor am alten Standort – ermöglichten eine sich gegenseitig befruchtende Verbindung von professioneller Ausbildung und musikalischer Praxis, wie es Mendelssohn als Maxime vorgegeben hatte.
Vor dem Haupteingang des Gewandhauses stand seit 1892 als Würdigung seiner Verdienste um die Musik das Denkmal Mendelssohns, welches die Nationalsozialisten am 9./10. November 1936 in einer Nacht-und-Nebel-Aktion beseitigen ließen. Es trug auf der Vorderseite (Ostseite) des Granitsockels die Inschrift: „Felix Mendelssohn Bartholdy“. Auf der dem Gewandhauseingang zugewandten Seite (Westseite): „Edles nur kündet die Sprache der Musik“. Wenige Meter entfernt vom Standort des ersten Denkmals steht heute am Mendelssohn-Ufer eine Porträtstele des Bildhauers Walter Arnold (1909–1979). 1947 war das zweite Mendelssohn-Denkmal an der Vorderseite der Ruine des Gewandhauses anlässlich des 100. Todestages des Komponisten enthüllt worden. Dieses wurde im Laufe der Jahre mehrmals umgesetzt und kehrte 2006 ungefähr an seinen alten Platz zurück.
Heute geht der Blick der Mendelssohn-Büste zum ehemaligen Musentempel, der nicht mehr existiert. 2008 wurde eine Replik des ersten Denkmals von Werner Stein (1855–1930) angefertigt und gegenüber dem Hauptportal („Mendelssohn-Portal“) der Leipziger Thomaskirche aufgestellt. Das Denkmal ist nach Süden zum alten Standort im Musikviertel ausgerichtet, der etwa einen Kilometer entfernt liegt.
Vom Alten Gewandhaus wurde der Leitspruch über der Empore aus der Zeit des Großen Concerts übernommen, der nunmehr den Dreiecksgiebel (Tympanon) des neuen Hauses zierte:
RES SEVERA [EST] VERUM GAUDIUM – Die ernste Sache ist eine wahre Freude.

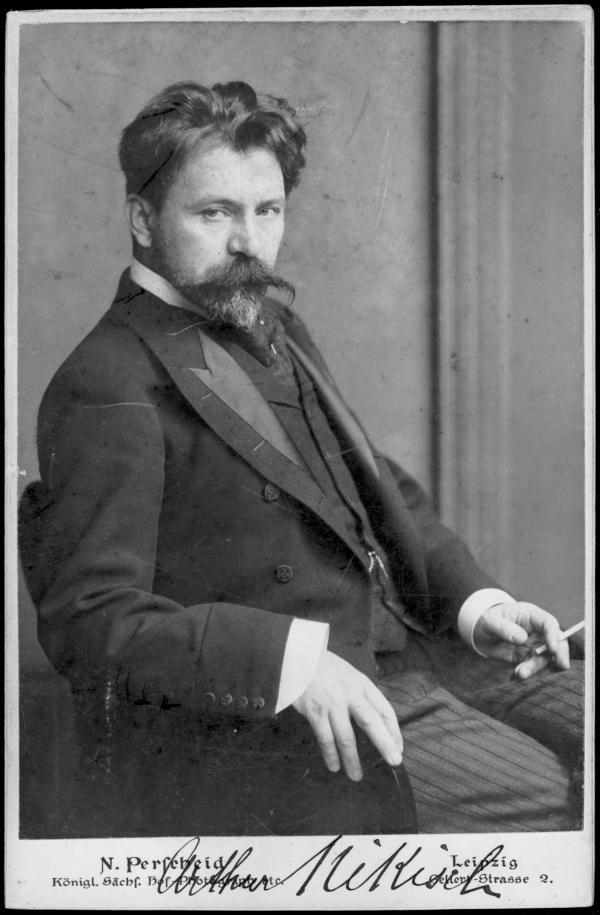
Arthur Nikisch im Jahre 1901, Gewandhauskapellmeister von 1895 bis 1921

Der erste Gewandhauskapellmeister am Neuen Concerthaus war Carl Reinecke, ein Freund Felix Mendelssohns. Er hatte schon seit 1860 in dieser Funktion am alten Haus gewirkt und blieb bis 1895 auch am neuen in diesem Amt.
Am Hintereingang (Personaleingang) des Gebäudes stand seit 1930 ein Denkmal des Gewandhauskapellmeisters Arthur Nikisch von Hugo Lederer (1871–1940). Nikisch war es, der in seiner 26-jährigen Ära (1895–1921) als Dirigent und Gewandhauskapellmeister das Orchester zu Weltruhm geführt hatte. 1918 begründete Arthur Nikisch am zweiten Gewandhaus auch die Tradition der Silvesterkonzerte mit der Aufführung der 9. Sinfonie von Beethoven – eine Tradition, die sich später weltweit verbreiteten sollte. Große Verdienste bei der Durchsetzung osteuropäischer Komponisten (Tschaikowski, Smetana, Dvořák) im deutschen Raum erwarb sich Arthur Nikisch, indem er als Kapellmeister am Neuen Theater (Opernhaus) und zugleich Gewandhauskapellmeister die Leipziger mit deren Musik bekannt machte. Sein Nachfolger, Wilhelm Furtwängler, war wie Arthur Nikisch in Personalunion Gewandhauskapellmeister und Chefdirigent der Berliner Philharmoniker. Furtwänglers Ära am Gewandhaus dauerte allerdings nur von 1922 bis 1928. Bruno Walter, der Furtwängler bis 1933 nachfolgte, wurde als Jude aus dem Amt des Gewandhauskapellmeisters vertrieben und emigrierte in die USA, wo er später Chefdirigent der New Yorker Philharmoniker wurde. Hermann Abendroth war der letzte Gewandhauskapellmeister am zweiten Gewandhaus von 1934 bis zu dessen Zerstörung im Jahre 1944.
Bis 1944 war im Musikviertel die Spielstätte des Gewandhausorchesters beheimatet. Einige der berühmtesten Dirigenten der Zeit zwischen ausgehendem 19. Jahrhundert und den 1940er Jahren wirkten gleichzeitig am Gewandhaus als Orchesterleiter (Gewandhauskapellmeister). Eine Reihe von Werken der Weltmusikkultur (Max Bruch, Anton Bruckner, Antonín Dvořák, Edvard Grieg, Max Reger u. a.) wurden hier uraufgeführt. Die Komponisten Johannes Brahms, Peter Tschaikowski, Edvard Grieg, Richard Strauss, Paul Hindemith, Igor Strawinski, Hans Pfitzner standen selbst am Dirigentenpult des Hauses, um eines ihrer Werke erklingen zu lassen. Häufig waren das die Erstaufführungen in Leipzig oder in Deutschland. Aus den vielen musikalischen Höhepunkten im Laufe der Jahre ragen einige heraus. Arturo Toscanini gab ein Gastspiel mit den New Yorker Philharmonikern. Das London Philharmonic Orchestra gab ein Konzert mit Thomas Beecham am Dirigentenpult. Bemerkenswert an den beiden Gastspielen der ausländischen Klangkörper ist, dass sie die einzigen Ausnahmen blieben. Während der sechs Jahrzehnte von 1884 bis 1944 wurde das Haus faktisch allein vom Gewandhausorchester bespielt. Gastdirigenten am zweiten Gewandhaus traten hingegen häufiger auf. Darunter waren so bedeutende wie Karl Böhm, Fritz Busch, Eugen Jochum, Erich Kleiber, Otto Klemperer und andere.
1930 betrat hier der 14-jährige Yehudi Menuhin erstmals die Leipziger Konzertbühne. Die Liste der berühmten Solisten, die am zweiten Gewandhaus auftraten, ist aus Platzgründen nicht annähernd wiederzugeben. Stellvertretend für die vielen Musiker seien nur einige der bekanntesten Namen genannt:
- Pianisten: Claudio Arrau, Wilhelm Backhaus, Wladimir Horowitz, Wilhelm Kempff, Elly Ney, Mitja Nikisch, Max von Pauer, Anton Rubinstein, Clara Schumann
- Violinisten: Leopold Auer, Willy Burmester, Adolf Busch, Jascha Heifetz, Joseph Joachim, Fritz Kreisler, Wolfgang Schneiderhan, Joseph Szigeti
- Cellisten: Pablo Casals, Gaspar Cassadó, Emanuel Feuermann, Ludwig Hoelscher, Julius Klengel, Enrico Mainardi, Gregor Piatigorsky
- Sänger: Francesco d’Andrade, Irma Beilke, Erna Berger, Maria Cebotari, Karl Erb, Lorenz Fehenberger, Elena Gerhardt, Hans Hotter, Maria Ivogün, Margarete Klose, Lotte Lehmann, Tiana Lemnitz, Walther Ludwig, Sigrid Onegin, Julius Patzak, Elisabeth Rethberg, Helge Rosvaenge, Erna Sack, Karl Scheidemantel, Heinrich Schlusnus, Leo Slezak, Hermine Spies, Julius Stockhausen
- Chöre: Gewandhauschor, Universitätssängerschaft St. Pauli, Thomanerchor

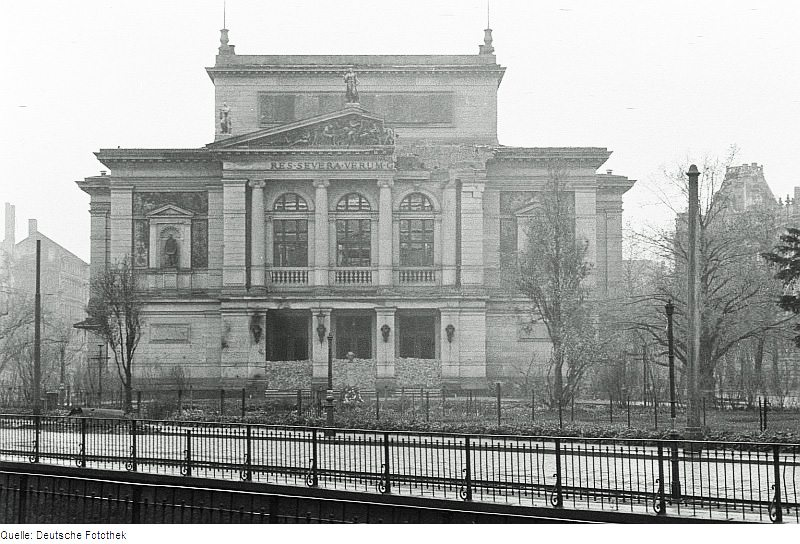
Die Ruine des zweiten Gewandhauses 1947 – davor die Porträtstele Mendelssohns von Walter Arnold

Zahlreiche Instrumentalmusiker, Solisten und Virtuosen, Komponisten und Dirigenten, Sänger und Chöre wirkten am zweiten Gewandhaus bzw. hatten ihre Lehrjahre als Schüler am hiesigen Konservatorium. Aufgrund der Fülle von Namen und Ereignissen kann die Musikgeschichte im Viertel nur skizzenhaft dargestellt werden. Ein Ereignis von großer Tragweite war die Sprengung und Beräumung der Ruine des Gewandhauses im Jahr 1968. Lange Zeit hatte die Aussicht bestanden, das kriegsbeschädigte Bauwerk entweder als Konzerthaus aus den Ruinen wieder auferstehen zu lassen oder ihm eine neue Funktion als Saal des Konservatoriums (Hochschule für Musik), der total zerstört war, zu geben. Mitte der 1960er Jahre entschied sich der Rat der Stadt für eine Abrisslösung und den Neubau des dritten Gewandhauses am heutigen Augustusplatz gegenüber dem Opernhaus. Damit wurde eine ehemals tragende Säule für das Musikleben im Viertel endgültig beseitigt. Karl Zumpe, der damalige Gewandhausdirektor (Leiter der Gewandhauskanzlei), hat seine Eindrücke dazu in folgende Worte gefasst:
„Am 29. März verfolgten wir vom Fenster unserer Wohnung aus den Einsturz des Gebäudes, zwei Wochen später begann eine Abrißkugel mit der Beseitigung der Mauerreste. Eine Stätte der Weltmusikkultur von 1884 bis 1944 war dem Erdboden gleichgemacht.“
Mit der Errichtung des neuen Konzertsaales 2001 an der Hochschule für Musik und Theater „Felix Mendelssohn Bartholdy“ existiert erstmals seit Jahrzehnten wieder im Musikviertel ein Veranstaltungsort für größeres Publikum (400 Plätze). Zum Vergleich die Platzkapazität des zweiten Gewandhauses: Der Große Saal hatte 1.700 Plätze für Konzerte und der Kleine Saal fasste für alle Formen der Kammermusik 650 Zuhörer. 2003 wurde eine Gedenktafel für die 1968 abgerissene Ruine des Gewandhauses an der Ostseite (Ecke Mozartstraße) des Geisteswissenschaftlichen Zentrums der Universität Leipzig enthüllt. Auf der Tafel das Relief des zweiten Gewandhauses und einige Angaben zu den Baumeistern, zu den hier wirkenden Gewandhauskapellmeistern und zur Zerstörung des Hauses.
Bekannte Musiker
Als Ergänzung zu den unten als bekannte Bewohner aufgeführten Namen eine begrenzte Auswahl von Persönlichkeiten von Rang in der Musikgeschichte, deren Wirkungsstätte zumindest zeitweise im Musikviertel lag:
- Hermann Abendroth (1883–1956), Dirigent und Gewandhauskapellmeister
- Wilhelm Backhaus (1884–1969), Schüler am Konservatorium und Pianist
- Johann Nepomuk David (1895–1977), Lehrer am Konservatorium und Komponist
- Ottmar Gerster (1897–1969), Schüler und Lehrer am Konservatorium, Komponist
- Ludwig Güttler (* 1943), Schüler am Konservatorium, Trompeten-Virtuose und Dirigent; Mitinitiator für den Wiederaufbau der Dresdner Frauenkirche
- Erhard Mauersberger (1903–1982), Schüler am Konservatorium, Dirigent, Organist und Thomaskantor
- Rudolf Mauersberger (1889–1971), Schüler am Konservatorium, Komponist und Chorleiter
- Edvard Grieg (1843–1907), Schüler am Konservatorium und Komponist
- Wilhelm Furtwängler (1886–1954), Dirigent und Gewandhauskapellmeister
- Leoš Janáček (1854–1928), Schüler am Konservatorium und Komponist
- Salomon Jadassohn (1831–1902), Lehrer am Konservatorium, Pianist, Komponist und Musikwissenschaftler
- Julius Klengel (1859–1933), Lehrer am Konservatorium, Cellist und Komponist
- Franz Konwitschny (1901–1962), Schüler am Konservatorium, Dirigent und Gewandhauskapellmeister „ohne Haus“ nach 1945
- Kurt Masur (1927–2015), Schüler am Konservatorium, Dirigent und Gewandhauskapellmeister am 3. Gewandhaus
- Arthur Nikisch (1855–1922), Dirigent, Studiendirektor am Konservatorium, Kapellmeister am Neuen Theater und Gewandhauskapellmeister
- Max von Pauer (1866–1945), Studiendirektor am Konservatorium und Pianist
- Günther Ramin (1898–1956), Lehrer am Konservatorium, Pianist, Organist und Thomaskantor
- Max Reger (1873–1916), Lehrer am Konservatorium, Pianist, Organist und Komponist
- Carl Reinecke (1824–1910), Studiendirektor am Konservatorium, Pianist, Dirigent und Gewandhauskapellmeister
- Hugo Riemann (1849–1919), Lehrer am Konservatorium und der Universität, Musikwissenschaftler und Verfasser des Riemann Musiklexikons
- Annerose Schmidt (1936–2022), Pianistin und Rektorin der Berliner Musikhochschule „Hanns Eisler“
- Karl Straube (1873–1950), Lehrer am Konservatorium, Organist und Thomaskantor, Leiter des Kirchenmusikalischen Instituts
- George Szell (1897–1970), Schüler am Konservatorium, Dirigent, Pianist und Komponist.
- Robert Teichmüller (1863–1939), Lehrer am Konservatorium und Pianist
- Bruno Walter (1876–1962), Dirigent, Pianist, Komponist und Gewandhauskapellmeister

## Bekannte Bewohner
- Elsa Asenijeff (1867–1941), Schriftstellerin, Lebensgefährtin Max Klingers – Schwägrichenstraße 11
- Max Ariowitsch (1880–1969), Rauchwarenhändler und Stifter – Karl-Tauchnitz-Straße 14 (Villa Ariowitsch/Kriegsverlust)
- Rudolf Heinrich Brockhaus (1864–1943), Verleger und Druckereibesitzer – Beethovenstraße 8 (Roßbachhaus)
- Otto Brückwald (1841–1917), Architekt – Schwägrichenstraße 11
- Hermann Credner (1841–1913), Geologe und Paläontologe – Karl-Tauchnitz-Straße 11 (Villa Herfurth)
- Alfred Dörffel (1821–1905), Musikschriftsteller, Musikaliensammler und Musikverleger von Klassikerausgaben (Musikalienhandlung Dörffel) – Mozartstraße 7 (Kriegsverlust)
- Peter Dybwad (1859–1921), Architekt – Ferdinand-Rhode-Straße 32 (Villa Dybwad/Kriegsverlust)
- Alfred Freyberg (1892–1945), NSDAP-Politiker und Oberbürgermeister von Leipzig – Karl-Tauchnitz-Straße 17 (Villa Girbardt/Kriegsverlust)
- Georg Friedrich Giesecke (1853–1930), Schriftgießer und Druckmaschinenfabrikant – Karl-Tauchnitz-Straße 21 (Villa Georg Giesecke)
- Fritz von Harck (1855–1917), Kunsthistoriker, Kunstsammler und Mäzen – Karl-Tauchnitz-Straße 6 (Villa Harck)
- Hans Hartung (1904–1989), Maler und Grafiker – Mozartstraße 1
- Julius Edgar Herfurth (1865–1950), Zeitungsverleger – Karl-Tauchnitz-Straße 11 (Villa Herfurth)
- Georg H. S. Hirzel (1867–1924), Verlagsbuchhändler, Enkel des Verlegers Salomon Hirzel – Schwägrichenstraße 13
- Ernst Hölder (1901–1990), Mathematiker
- Arthur Johlige (1857–1937), Architekt – Mozartstraße 21a (Villa Johlige)
- Erich Kästner (1899–1974), Schriftsteller und Drehbuchautor – Hohe Straße 51
- Wilhelm Klemm (1881–1968), Lyriker und Verleger, Schwiegersohn von Alfred Kröner – Karl-Tauchnitz-Straße 33 (Villa Cichorius)
- Alfred Kröner (1861–1922), Verleger und Herausgeber der Zeitschrift Die Gartenlaube – Karl-Tauchnitz-Straße 33 (Villa Cichorius)
- Georg Langbein (1849–1909), Chemiker und Unternehmer – Karl-Tauchnitz-Straße 23 (Haus Langbein)
- Paul List (1869–1929), Verleger – Ferdinand-Rhode-Straße 2 (Villa Hermann Beckmann/Kriegsverlust)
- Hans Marquardt (1920–2004), Verleger – Mozartstraße 17
- Max von Pauer (1866–1945), Pianist und Leiter des Konservatoriums –
- Josef Mathias Petersmann (1864–1942), Verleger und Druckereibesitzer – Schwägrichenstraße 23 (Villa Petersmann)
- Nikolaus Pevsner (1902–1983), Kunst- und Architekturhistoriker – Schwägrichenstraße 11
- Günter Raphael (1903–1960), Komponist und Hochschullehrer – Schwägrichenstraße 11
- Hans Heinrich Reclam (1840–1920), Verlagsbuchhändler und Druckereibesitzer, Erbe und Inhaber des Reclam-Verlags – Karl-Tauchnitz-Straße 35 (Villa Swiderski/Kriegsverlust)
- Taki Rentarō (1879–1903), japanischer Komponist – Ferdinand-Rhode-Straße 7 (heute Mozartstraße 6)
- Auguste Schmidt (1833–1902), Schriftstellerin und Frauenrechtlerin – Grassistraße 33 (heute Teil einer „Wohnscheibe“)
- Ernst Arthur Seemann (1829–1904), Verleger – Wächterstraße 32 (Villa Seemann=Villa Ury)
- Carl Seffner (1861–1932), Bildhauer – Grassistraße 17
- W. F. A. Siegel (?–?), Musikverleger (Verlag Kistner & Siegel) – Beethovenstraße 8 (Roßbachhaus)
- Sieskind Sieskind (1833–1925), Bankier, Millionär und Geheimer Kommerzienrat – Wächterstraße 15 (Villa Sieskind)[30]
- Jakob Sieskind (1872–1943), Sohn von Sieskind Sieskind, Jurist, Bankier und Opfer der NS-Diktatur[31] – Wächterstraße 15 (Villa Sieskind)
- Karl Straube (1873–1950), Organist und Thomaskantor – Grassistraße 30 (Kriegsverlust)
- Adolf von Strümpell (1853–1925), Mediziner, Hochschullehrer und Rektor der Universität Leipzig
- Rudolf Swiderski (1878–1909), deutscher Schachmeister – Karl-Tauchnitz-Straße 35 (Villa Swiderski/Kriegsverlust)
- Ulrich Thieme (1865–1922), Kunsthistoriker – Ferdinand-Rhode-Straße 36 (Villa Thieme/Kriegsverlust)
- Paul Thorer (1858–1920), Rauchwarenfabrikant und Pelzhändler –  Beethovenstraße 35 (Villa Thorer/Kriegsverlust)
- Robert Hermann Tillmanns (1844–1927), Mediziner und Kinderchirurg – Wächterstraße 30 (Villa Tillmanns)
- Amadeus Webersinke (1920–2005), Pianist, Organist  und Hochschullehrer – Schwägrichenstraße 15
- Mary Wigman (1886–1973), Tänzerin, Choreografin und Tanzpädagogin, Pionierin des modernen Tanzes – Mozartstraße 17
- Wilhelm Wundt (1832–1920), Philosoph, Physiologe und Psychologe – Schwägrichenstraße 17
- Karl Zumpe (1924–2001), Gewandhausdirektor – Beethovenstraße 8 (Roßbachhaus)

## Straßen
Im Musikviertel sind die in Nord-Süd-Richtung verlaufenden Straßen vorwiegend nach Leipziger Stiftern und die in Ost-West-Richtung verlaufenden vorwiegend nach Komponisten benannt. Einige der Namenspatrone der Straßen sind auch Ehrenbürger von Leipzig. Die Benennung der zur Zeit der Planung und Erschließung mit Buchstaben und Zahlen gekennzeichneten Straßen erfolgte ab 1885.

### Nord-Süd-Richtung
- Karl-Tauchnitz-Straße, nach Karl Tauchnitz (1798–1884), Verleger und Stifter; die Straße hat ihren Anfang an der nordöstlichen Grenze des Viertels gegenüber dem Neuen Rathaus und verläuft erst gerade in Ost-West-Richtung und dann größtenteils in einem Bogen in Nord-Süd-Richtung
- Schwägrichenstraße, nach Christian Friedrich Schwägrichen (1775–1853), Botaniker und Hochschullehrer
- Ferdinand-Rhode-Straße, nach Ferdinand Rhode (1802–1872), Kaufmann und Stifter
- Grassistraße, nach Franz Dominic Grassi (1801–1880), Kaufmann und Stifter
- Wilhelm-Seyfferth-Straße, nach Wilhelm Theodor Seyfferth (1807–1881), Bankier, Eisenbahnpionier und Stifter
- Simsonstraße (zwischenzeitlich 1933–1945 Von-der-Pfordten-Straße, nach Theodor von der Pfordten (1873–1923), Jurist und ein sog. „Blutzeuge der Bewegung“ der NSDAP); vorher und danach wieder nach Martin Eduard von Simson (1810–1899), Jurist und erster Präsident des Reichsgerichts
- Lampestraße, Parallelstraße zur Simsonstraße, beide durch den an dieser Stelle noch immer verfüllten Pleißemühlgraben getrennt, nach Carl Lampe (1804–1889), Unternehmer, Kunstmäzen und Eisenbahnpionier
- Simsonplatz, Schmuckplatz zwischen Bundesverwaltungsgericht (ehem. Reichsgericht) und Harkortstraße, 1900–1947 Reichsgerichtsplatz, 1947–1949 Präsident-Friedrichs-Platz, nach dem sächsischen Politiker Rudolf Friedrichs (1892–1947), 1949–1997 Georgi-Dimitroff-Platz, nach Georgi Dimitroff (1882–1949), bulgarischer Kommunist und Angeklagter im Reichstagsbrandprozess
- Wundtstraße (teilweise), nach Wilhelm Wundt (1832–1920), Philosoph, Physiologe und Psychologe

### Ost-West-Richtung
- Karl-Tauchnitz-Straße, siehe oben
- Wächterstraße (zwischenzeitlich 1949–1991 Dimitroffstraße); vorher und danach wieder nach Karl Georg von Wächter (1797–1880), Jurist und Rektor der Universität Leipzig
- Beethovenstraße, nach Ludwig van Beethoven (1770–1827), Komponist
- Mozartstraße, nach Wolfgang Amadeus Mozart (1756–1791), Komponist
- Haydnstraße, nach Joseph Haydn (1732–1809), Komponist
- Robert-Schumann-Straße, nach Robert Schumann (1810–1856), Komponist
- Telemannstraße (früher Pestalozzistraße), nach Georg Philipp Telemann (1681–1767), Komponist